# Бенгальська кухня

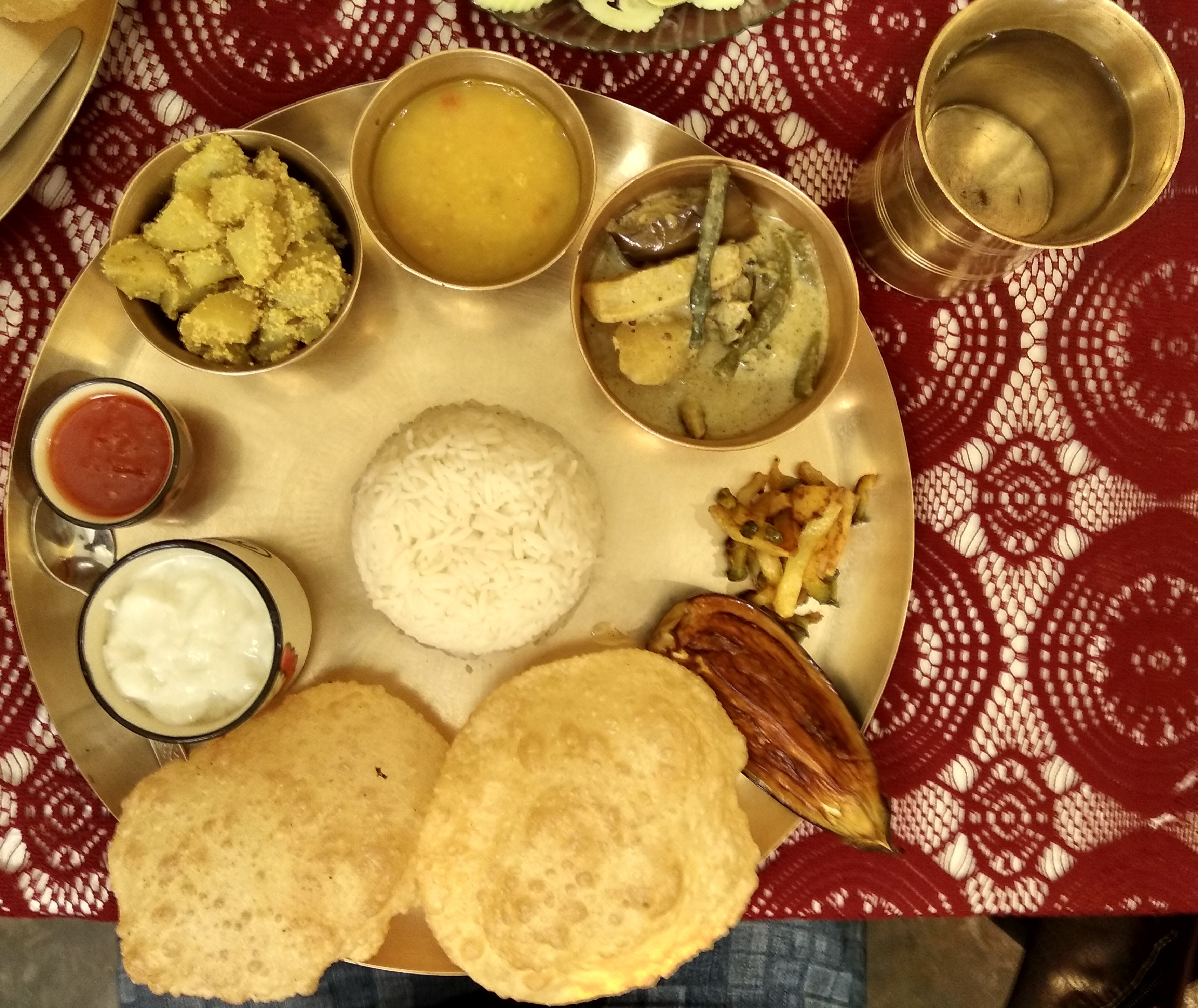
Традиційний бенгальський тхалі з рисом, лучі та різними гарнірами.

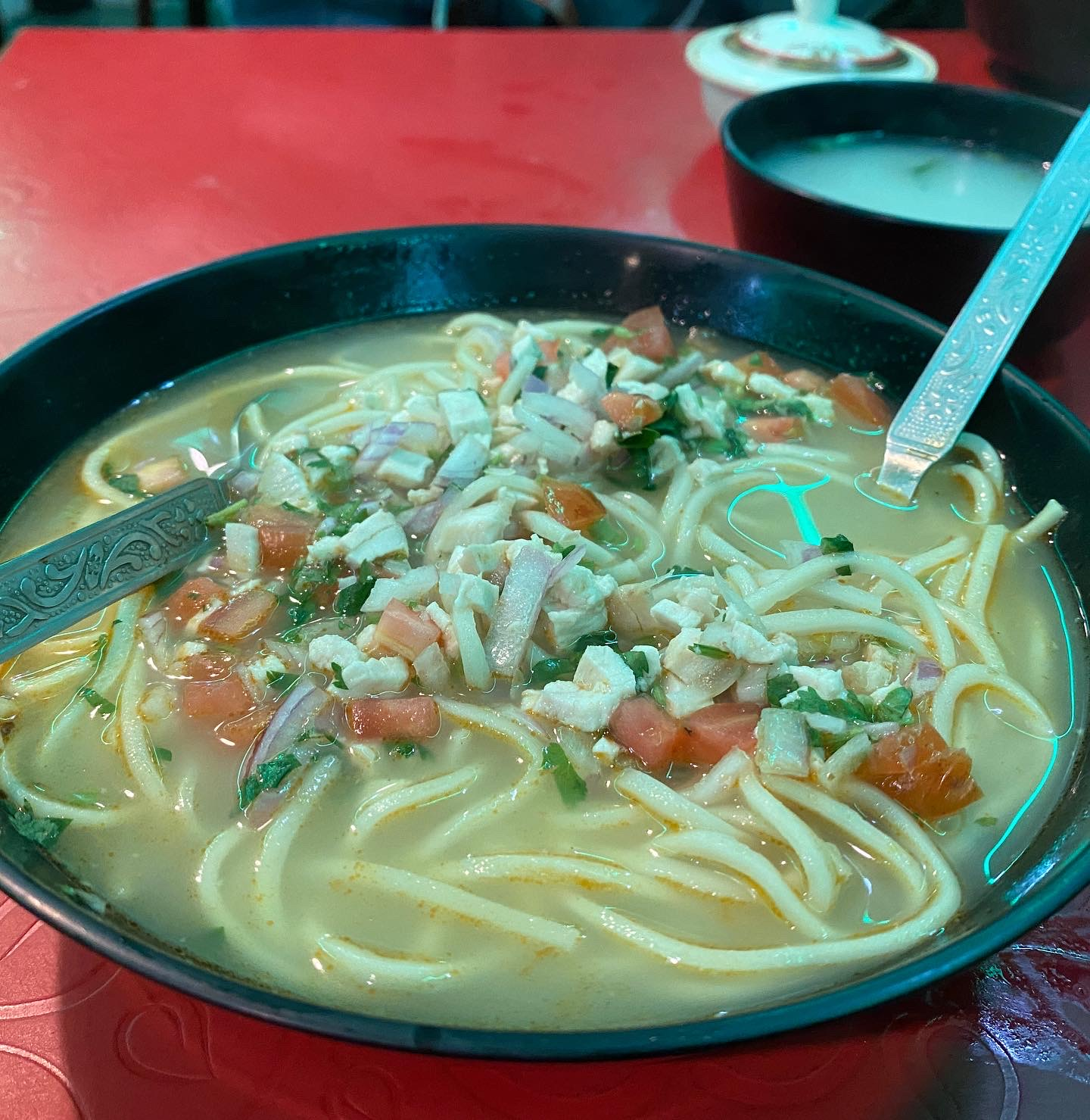
থুকপা

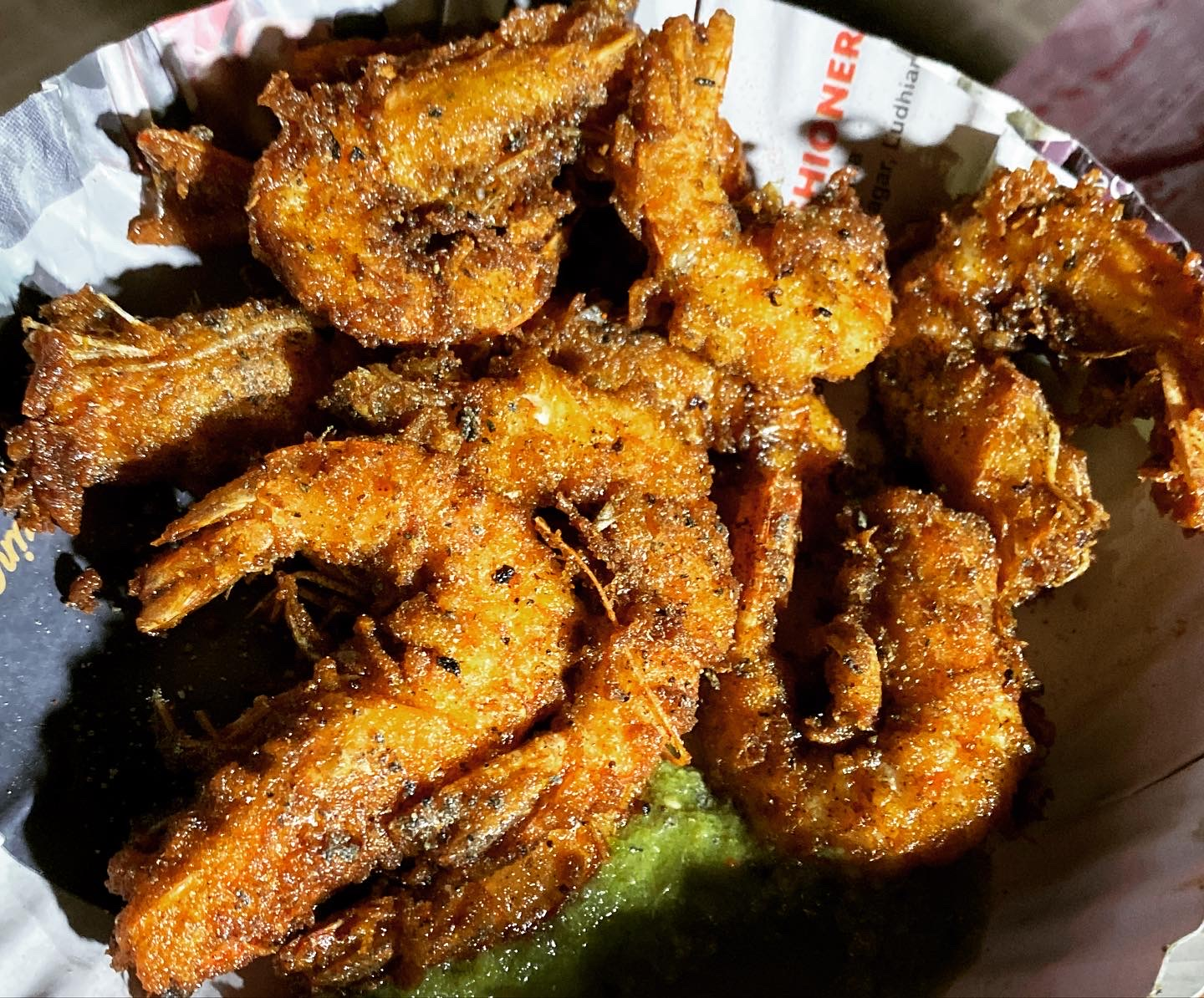
দিঘার ভাজা চিংড়ি

Бенгальська кухня (бенг. বাঙালি রন্ধনপ্রণালী) — це кулінарний стиль Бенгалії, що включає Бангладеш та індійські штати Західна Бенгалія та Трипура. Кухня була сформована різноманітною історією та кліматом регіону. Він відомий різноманітним використанням ароматизаторів, у тому числі гірчичною олією, а також розповсюдженням своїх кондитерських виробів і десертів. Існує сильний наголос на рисі як основному продукті, при цьому риба традиційно є найпоширенішим білком. Прісноводній рибі віддають перевагу морській, хоча баррамунді, відомий як бгеткі, також поширений. М'ясо також є поширеним білком серед бенгальців, причому яловичина та козятина є найпопулярнішими. Останнім часом сочевиця почала становити значну частину раціону. Багато традицій бенгальської кухні беруть свій початок із соціальних заходів, таких як адда, свято Ід або мезбан.

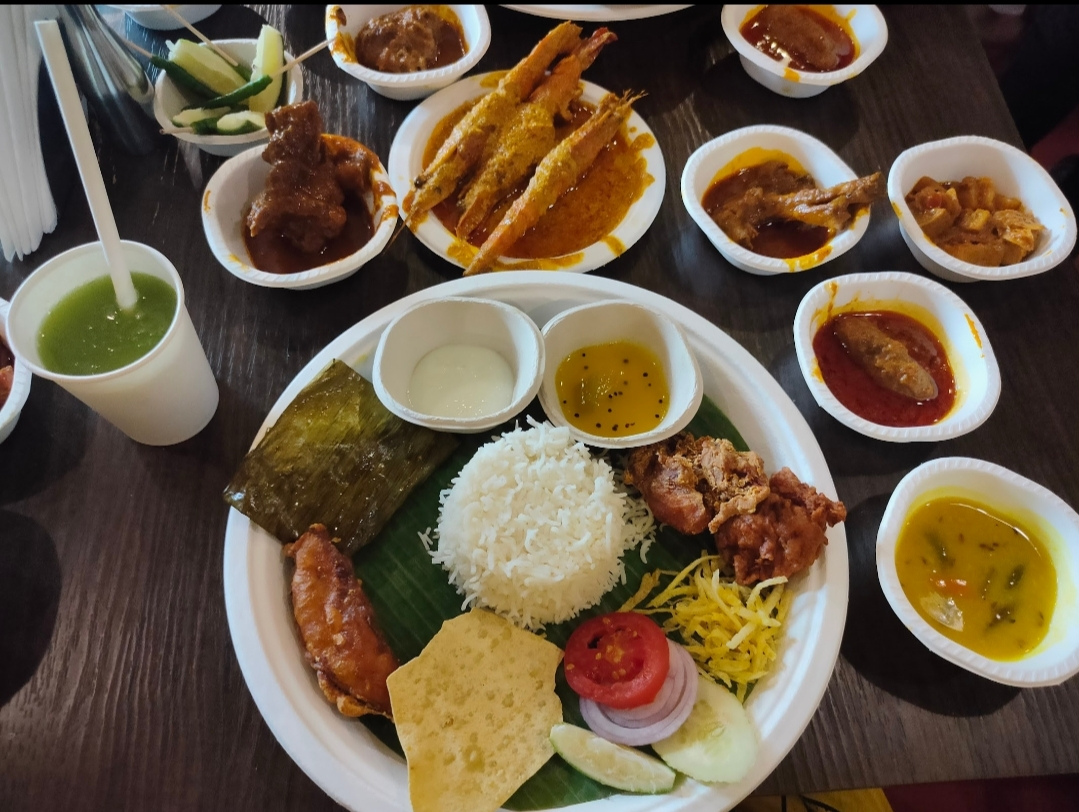
Традиційний бенгальський обід, що складається з бгат (рис), aloo бгаджа (смажена картопля), бегун бгаджа (смажені баклажани), дал (сочевиця), чінгрі мачгер малайкарі (креветки в кокосовому соусі), баранина, чатні, папад і мішті (солодощі).

## Кулінарні впливи

### Могольський вплив
Мусульмани завоювали Бенгалію приблизно в середині тринадцятого століття, принісши з собою перську та арабську кухню. Такі страви, як бір'яні, корма та бгуна, колись були стравами вищих дворів, але кухарі моголів донесли свої рецепти до нижчого та середнього класів. Вплив посилився під час правління Британського Раджу, де Калькутта стала місцем притулку для багатьох видатних набобів у вигнанні, зокрема сім'ї Тіпу Султана з Майсура та Ваджіда Алі шаха, вигнаного наваба з Авадга. Вигнанці привезли з собою сотні кухарів і масальхів (змішувачів спецій), і в міру того, як їхнє королівське заступництво та багатство зменшилися, вони стали вкрапленням серед місцевого населення. Ці кухарі мали знання про дуже широкий спектр спецій (зокрема, джафран і булава), широке використання топленого масла та маринування м'яса з йогуртом і перцем чилі.

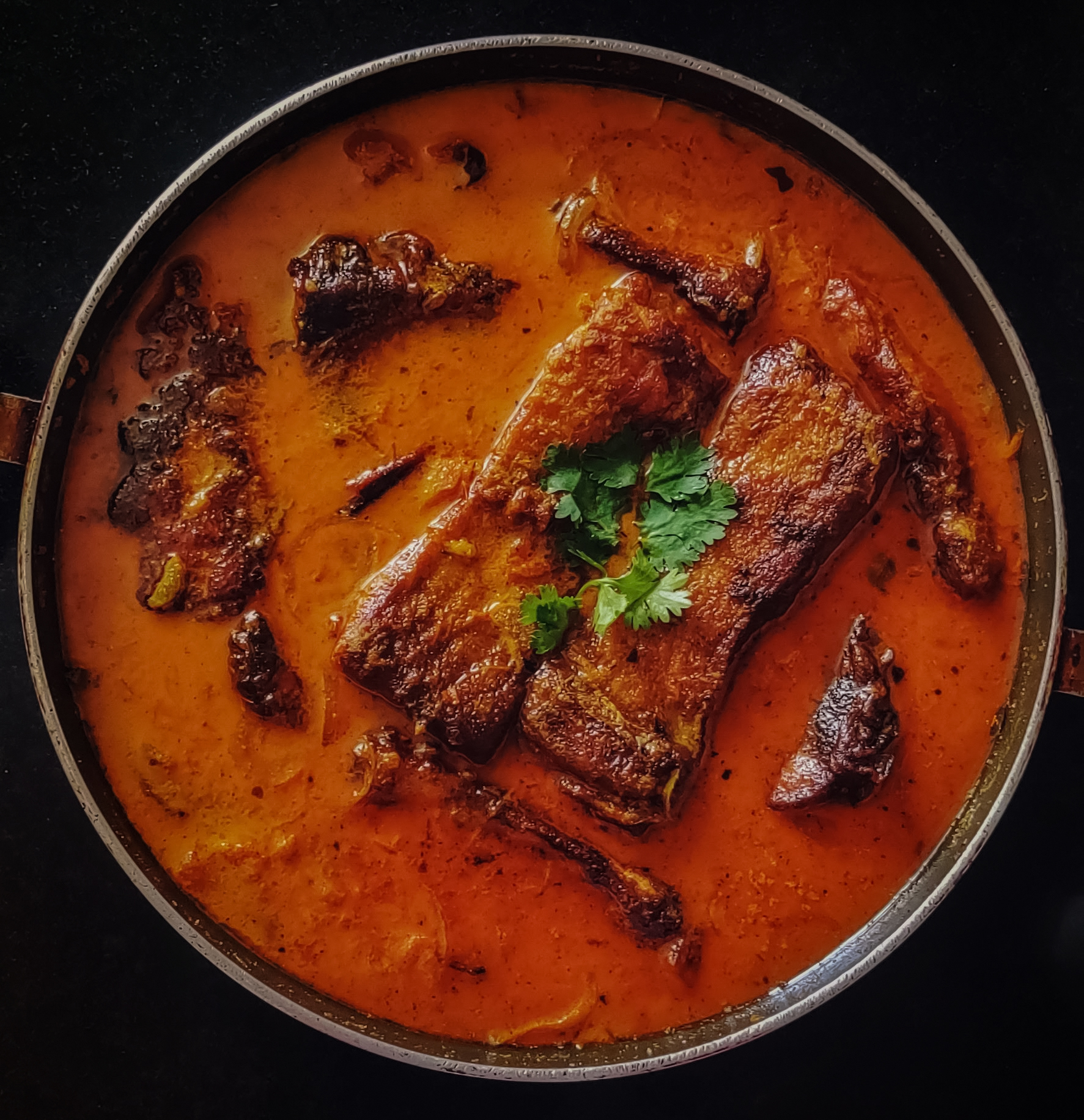
Катла калія

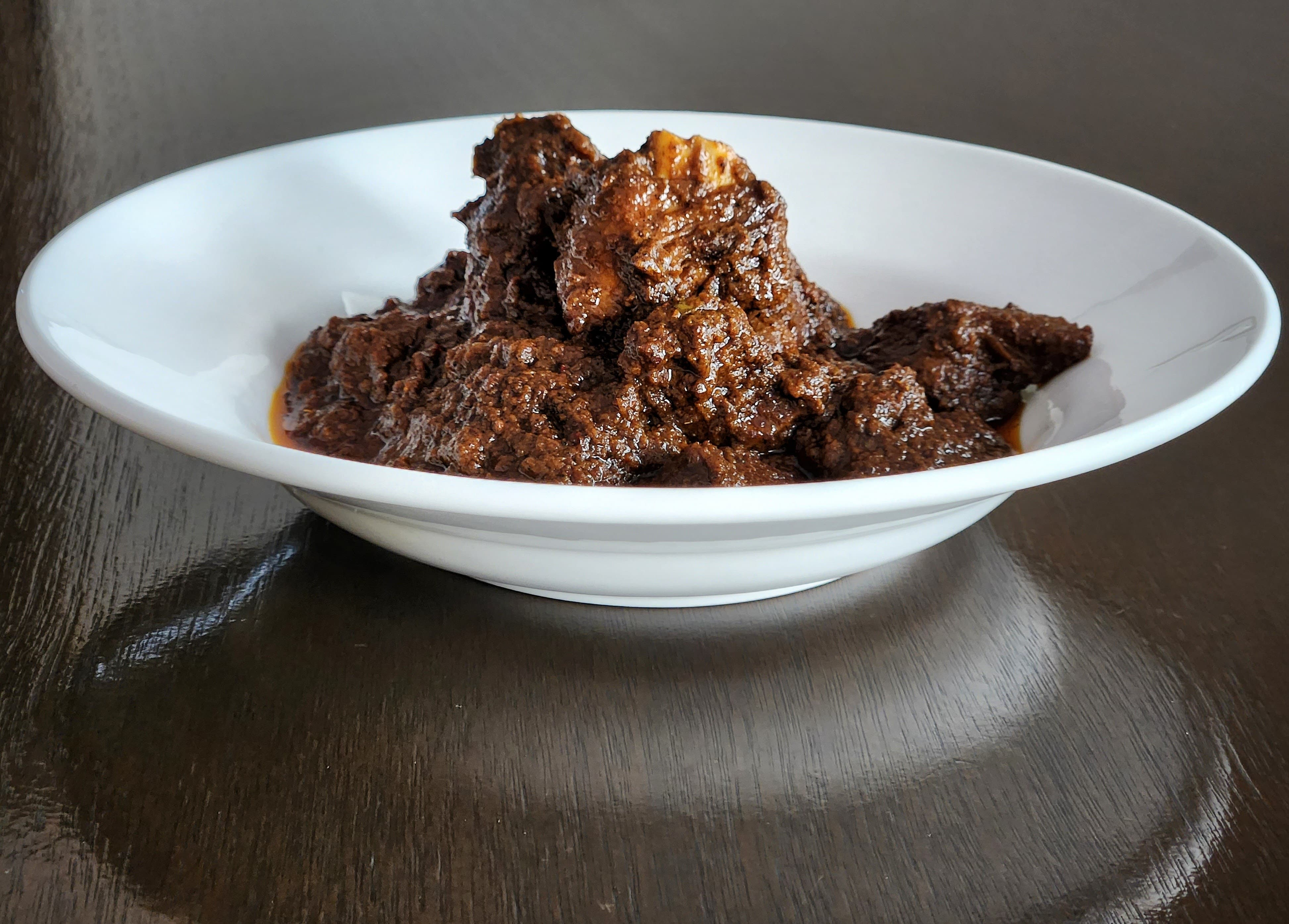
Баранина

У Бангладеш ця їжа стала звичайною стравою для населення, тоді як у Західній Бенгалії вона залишилася їжею професійних кухарів. Інші інновації становлять чап (ребра, повільно приготовані на тава), резала (м'ясо в рідкому соусі з йогурту та кардамону) і катхі-рол (кебаб в обгортці).
Моголи мали особливу пристрасть до м'яса, привнісши баранину та яловичину в основну бенгальську кухню, а також уже відомі види м'яса, такі як курка та оленина.
Крім того, традиційні десерти в основному базувалися на рисовій пасті та джаггері, але під впливом Великих Моголів значно збільшилося використання молока, вершків і цукру разом із дорогими спеціями, такими як кардамон і шафран.

### Вплив вдів

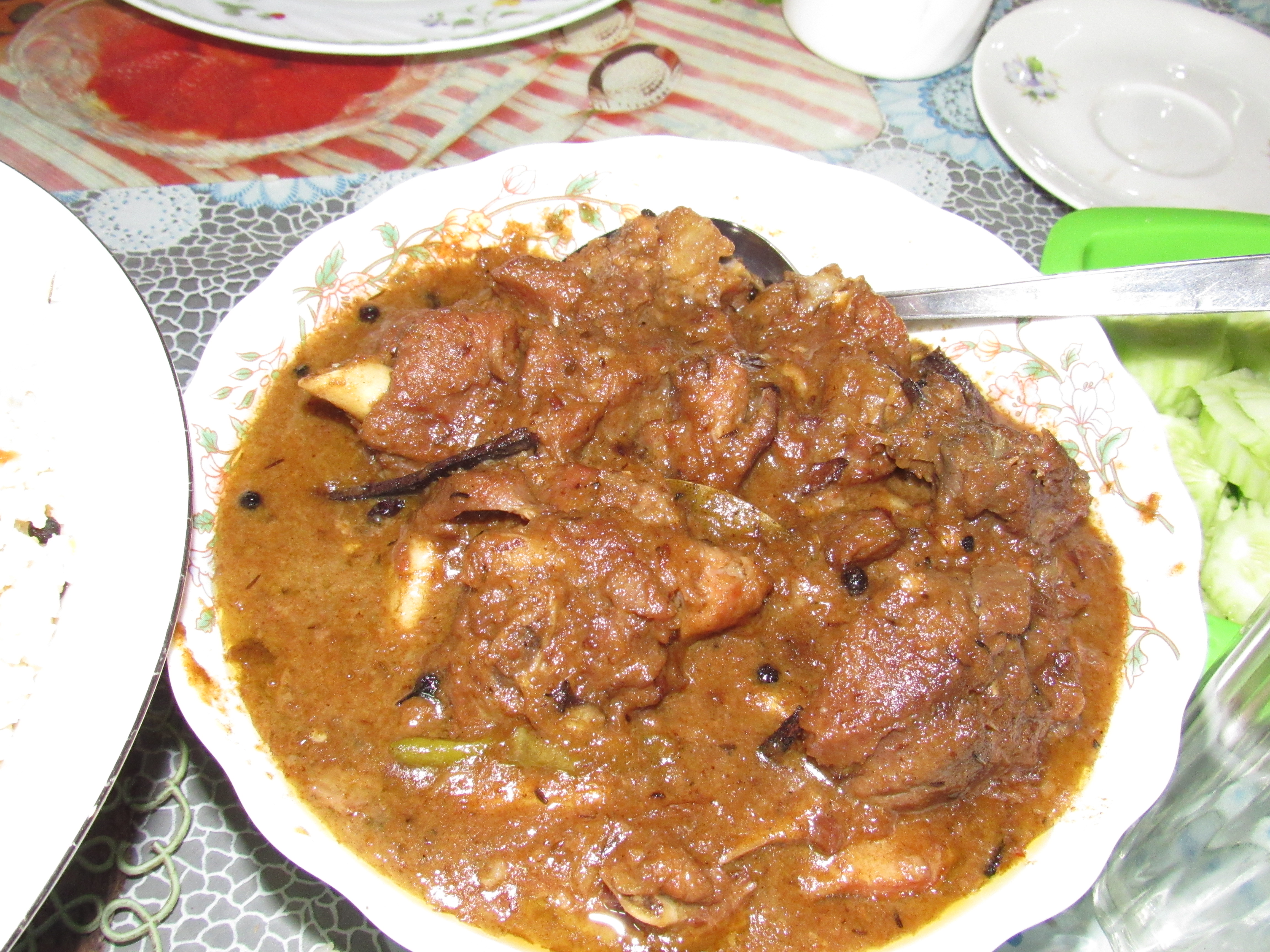
Хашір мангсхо — традиційне бенгальське карі з баранини, популярне під час Ід аль-Адга

Згідно з індуїстською традицією, вдовам не дозволялося їсти продукти, які не класифікуються як «гіркі», що вимагало експериментів та інновацій. Хоча більшість бенгальських каст їли м'ясо та рибу, це було заборонено для вдів. Вдовам також не можна було вживати «гріючі» продукти, такі як шалот і часник, але імбир був дозволений. Цей стиль знайшов основне місце в бенгальському карі загалом, як вегетаріанському, так і невегетаріанському. Дорогі спеції, такі як шафран, кориця чи гвоздика, використовувалися дуже економно — якщо взагалі використовувалися. Горіхи, сухофрукти, молоко та молочні продукти (такі як вершки, гхі або кальє) були так само дефіцитними. Ці економічні та соціальні обмеження вплинули на те, що бенгальські вдови створили абсолютно новий набір страв, у якому використовувалися лише овочі та дешеві спеції.

### Поділ Бенгалії
Масштабне переміщення за релігійною ознакою в результаті поділу призвело до змін у споживанні їжі з метою дотримання релігійних обмежень. У Бангладеш (колишній Східній Бенгалії та Східному Пакистані) їжа муглаїв поширена і включає в себе продукти, які менш популярні в Західній Бенгалії, такі як яловичий кебаб. Крім того, їдять солодощі, такі як зарда і фірні-пайєсх. У сільській місцевості Бангладеш багато людей їдять макну смажену, тушковану або сиру.
Під час колоніального періоду в Калькутті було відкрито багато західних продовольчих магазинів, завдяки чому листкові тістечка, чанна, шоколад і чипси були особливо популярними. Такі страви, як відбивна, підливна котлета, бісквіт расгулла та ледікені. Завдяки багатонаціональному співтовариству кухня міста Калькутта постійно змінюється та зазнає сильного впливу китайських та європейських смаків.

## Характеристики
Бенгальську кухню можна розділити на чотири різні типи страв: їстівні (খাদ্য, ভক্ষ্য або ভোজ্য); চর্ব্য, chôrbyô або жувальні продукти, такі як рис або риба; চোষ্য, choshyô або смоктальні речовини, такі як амбал і так; লেহ্য, lehyô, або lickables, як чатні; і পেয়, peyô або пиття, яке включає напої, головним чином молоко.

## Регіональні страви

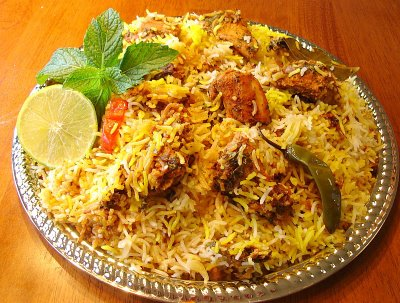
Бангладешський бір'яні

Різні частини Бенгалії відомі певними стравами, харчовими продуктами та інгредієнтами. Наприклад, південні бенгальські райони навколо Сундарбану можуть похвалитися дорогим перцем чилі чуй джал, який вони очищають від шкірки та нарізають на дрібні шматочки, щоб готувати у своїх стравах і видавати сильний аромат. З іншого боку, Північна Бенгалія є батьківщиною багатьох бенгальських десертів, таких як Мішті дой з Богри, качаголла з Натора та чомчом із Порабарі. Однак в інших регіонах також є такі відомі десерти, як балісх місхті (солодкий від подушки) з Нетрокона, Монда з Муктагача, Червоний йогурт із Набадвіп та знаменитий Росхомолай з Комілли.

### Читтагонг
Читтагонська кулінарна традиція відома переважно мезбаном і рисовими стравами, як-от кала-бгуна, яка містить шматочки яловичини та традиційні спеції. Сушена риба (схутки) більш доступна в регіоні Читтагонг, ніж в інших частинах Бенгалії.

#### Мезбан

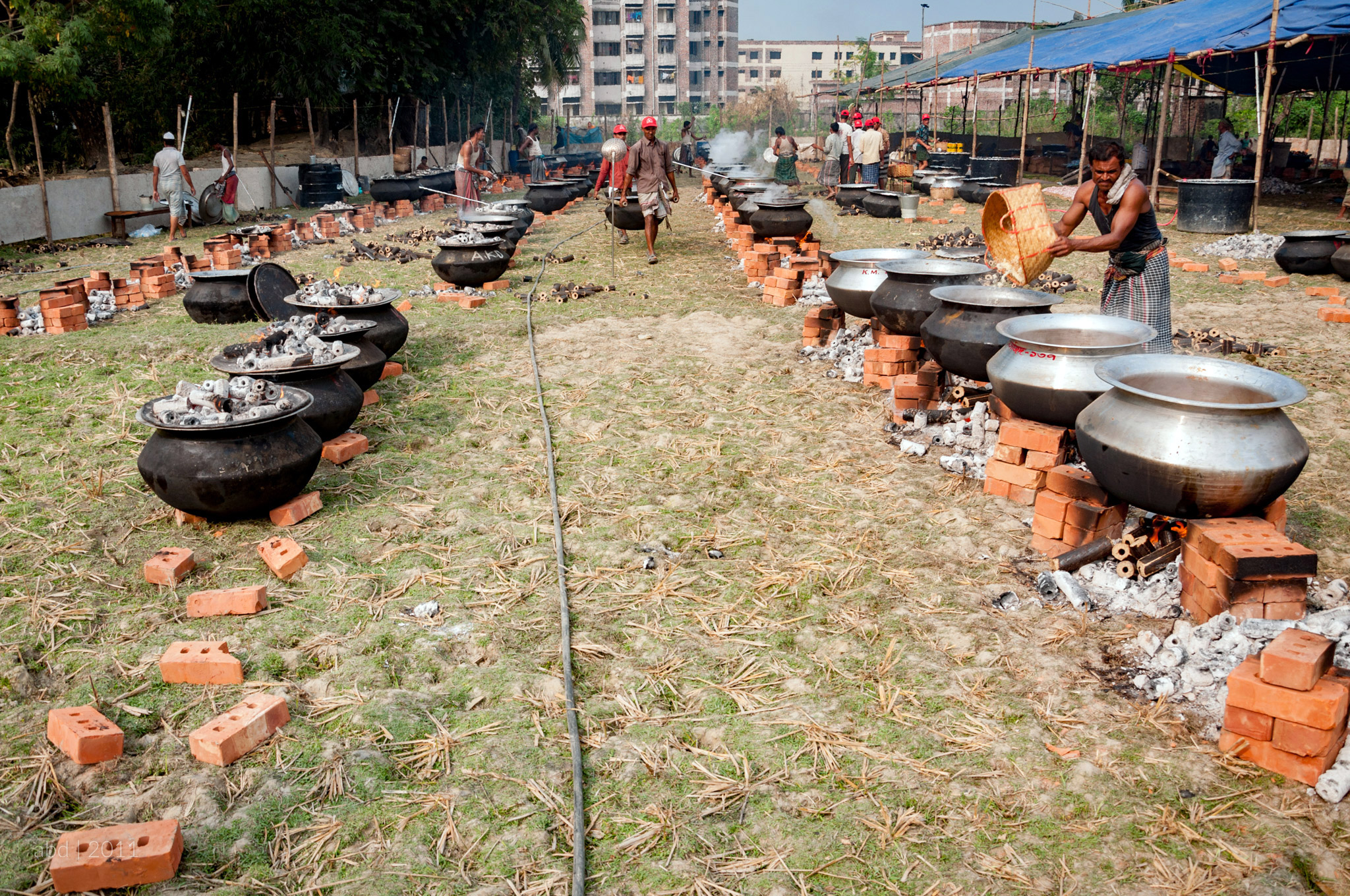
Традиційна кухня мезбан у Читтагонзі, Бангладеш.

Мезбан (місцевий відомий як Mejjan) — це бенгальське слово для особливих свят у регіоні Читтагонг у Бангладеш. Історично Мезбані — це традиційне регіональне свято, на яке людям пропонують насолодитися їжею з білим рисом і яловичиною, а також іншими стравами, багатими на тваринний жир і молочні продукти. Воно проводиться в таких випадках, як річниця смерті, річниця народження, святкування успіхів, відкриття нового бізнесу, вхід у новий будинок, народження дитини, весілля, акіка та обрізання, проколювання вух дівчатам і надання імені новонародженому. Запрошення на церемонію Мезбан зазвичай залишається відкритим для всіх, і різні люди в різних місцях і районах передають запрошення на свято. У містах відвідування мезбану можливе лише за запрошеннями. Зазвичай споживання їжі в Мезбані відбувається з ранку до обіду.
Бенгальські мусульмани вважають за краще страви з яловичини, які є символом соціального престижу для мезбанського застілля. Багаті й бідні влаштовують бенкети з різних приводів, наскільки дозволяють обставини. Воно має особливий стиль приготування, а правильне м'ясо мезбан вимагає певної майстерності; наприклад: Унікальне карі з яловичини, яке подають на цьому святі, відоме як Мезбані госхт, яке містить особливий рецепт, знання якого в основному обмежується кухарями Читтагонгу.
Замість яловичини при приготуванні мезбану в індуїстській традиції використовується риба. Індуїстська громада Читтагонга щороку організовує Мезбані під лозунгом «Чіттагонг Парисхад», де готують карі з риби, овочів і сушеної риби.

### Дакка
Даккійська їжа є однією з найвідоміших регіональних кухонь. Багаті кулінарні звичаї створені під впливом муглайської, середньоазіатської, вірменської, індустанської та рідної бенгальської кухонь. Однак тут також є страви, унікальні для Дакки. Наваби з Дакки принесли муглайську кухню до Бенгалії, яка повністю збереглася кулінарною спільнотою Дакки. Через високі витрати на виробництво муглайської їжі рецепти були обмежені елітними класами в колоніальній Індії та повільно поширювалися в міру зростання економіки Бангладеш. Основний акцент на ягнятині, баранині, яловичині, йогурті та м'яких спеціях визначають смак стилю. Такі страви як шашлик; хлібці з начинкою; каччі бір'яні; печеня з баранини, качки, курки; патісапта; кашмірський чай; і корму все ще подають під час особливих випадків, таких як Ейд і весілля. З огляду на високий клас їжі, використання надмірної кількості дорогих інгредієнтів, таких як гхі, та танення страви в роті були важливими для відчуття їжі.
Стара Дакка може похвалитися різновидом знаменитого плову — Морог Полао, у якому рис варять після того, як шматочки курки нарізають. Інші полао включають іліш полао та руї полао. Даккійці відомі тим, що до хічурі додають панір і варені яйця. Даккійські бакаркхані — це товстий, схожий на печиво корж, який є традиційною закускою вуличної їжі, відомою своєю якістю та смаком. В основному його запивають чаєм. Жителі Дакки з гордістю зберігають спадщину створення найкращого кхілі-паану з використанням різних трав і спецій. Вони також пропонують кхілі паан для хворих на цукровий діабет під назвою «паан афсана». Хаджі бір'яні — це страва, придумана ресторатором у 1939 році, яку готують із сильно приправленого рису, козячого м'яса та ряду спецій і горіхів. Ресторан став невід'ємною частиною культури Дакки.

### Колката

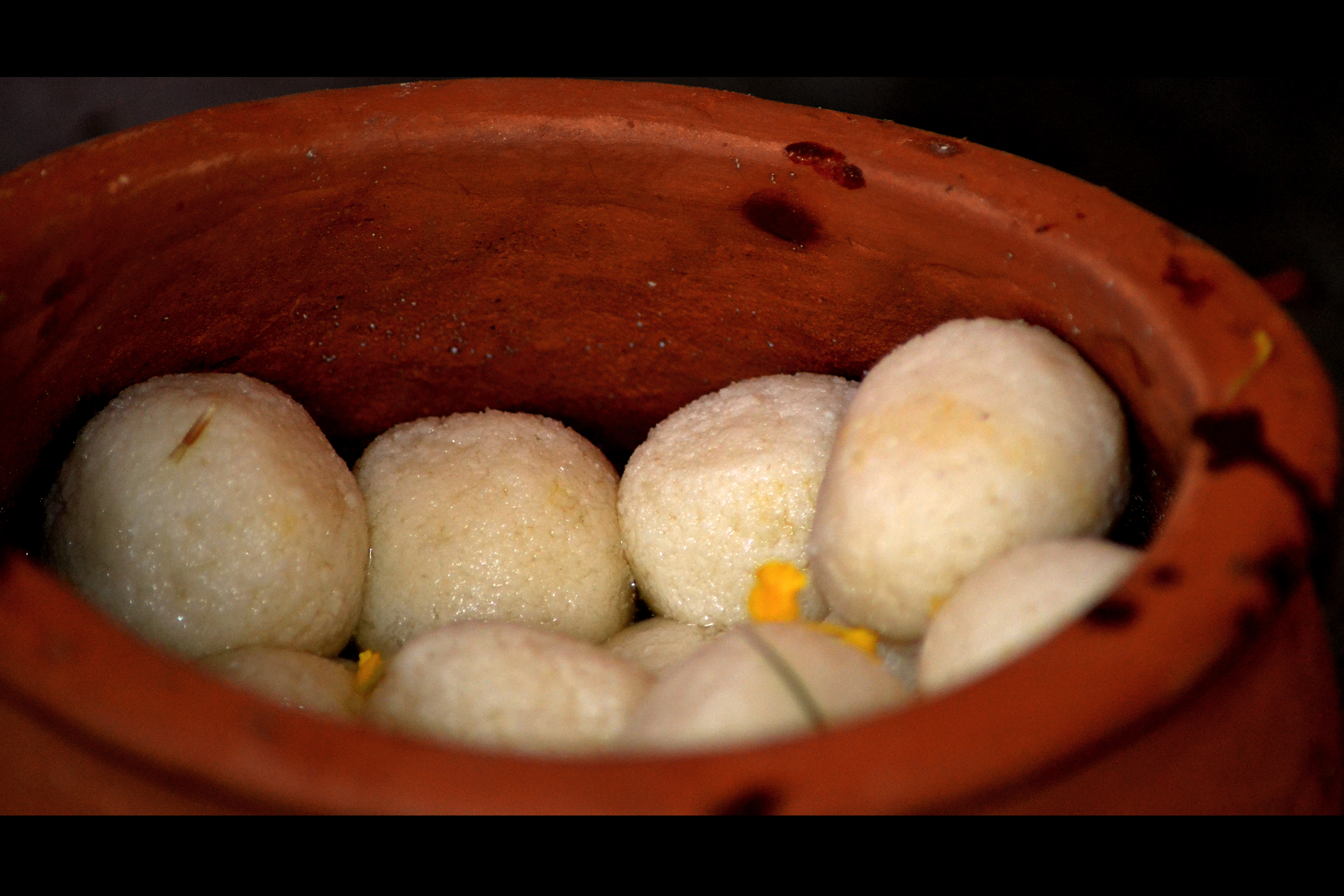
Колкатська расгулла

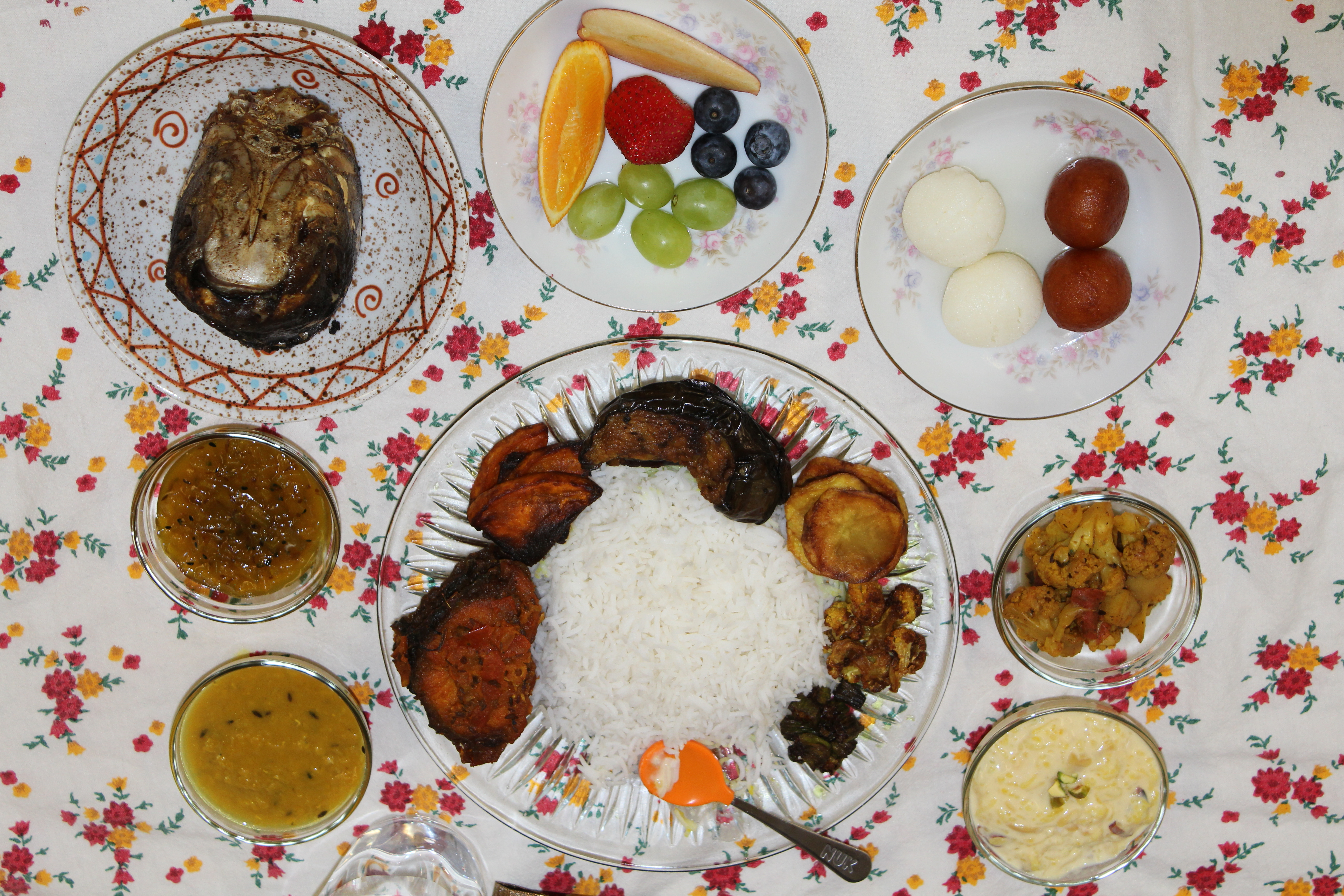
Церемонія першого рисового зерна в роті для немовлят є традиційною бенгальською традицією

У Колкаті багато місцевих вуличних торговців володіють невеликими магазинами, де вони продають власноруч зроблені товари. Такі продукти, як сири (панір), можна їсти як є, або можна зробити з них солодкий сандеш, расгулла або чанар паєсх. Молоко особливо використовується в різних типах паєсху Колкаті, що відрізняється використанням різних зерен і добавок, таких як фініки, інжир і ягоди. Окрім європейських продуктів харчування, таких як шоколад, Колката бере кулінарний вплив китайської діаспори. Пхучка, відома в решті Індії як паніпурі, — це поширений вид бенгальської вуличної їжі, яку готують зі смаженої оболонки з тіста та начинки з картоплі та нуту. Зазвичай її можна знайти в невеликих ятках поруч із кіосками бгел пурі, масала-чай, гугні та чаат.

#### Впливи

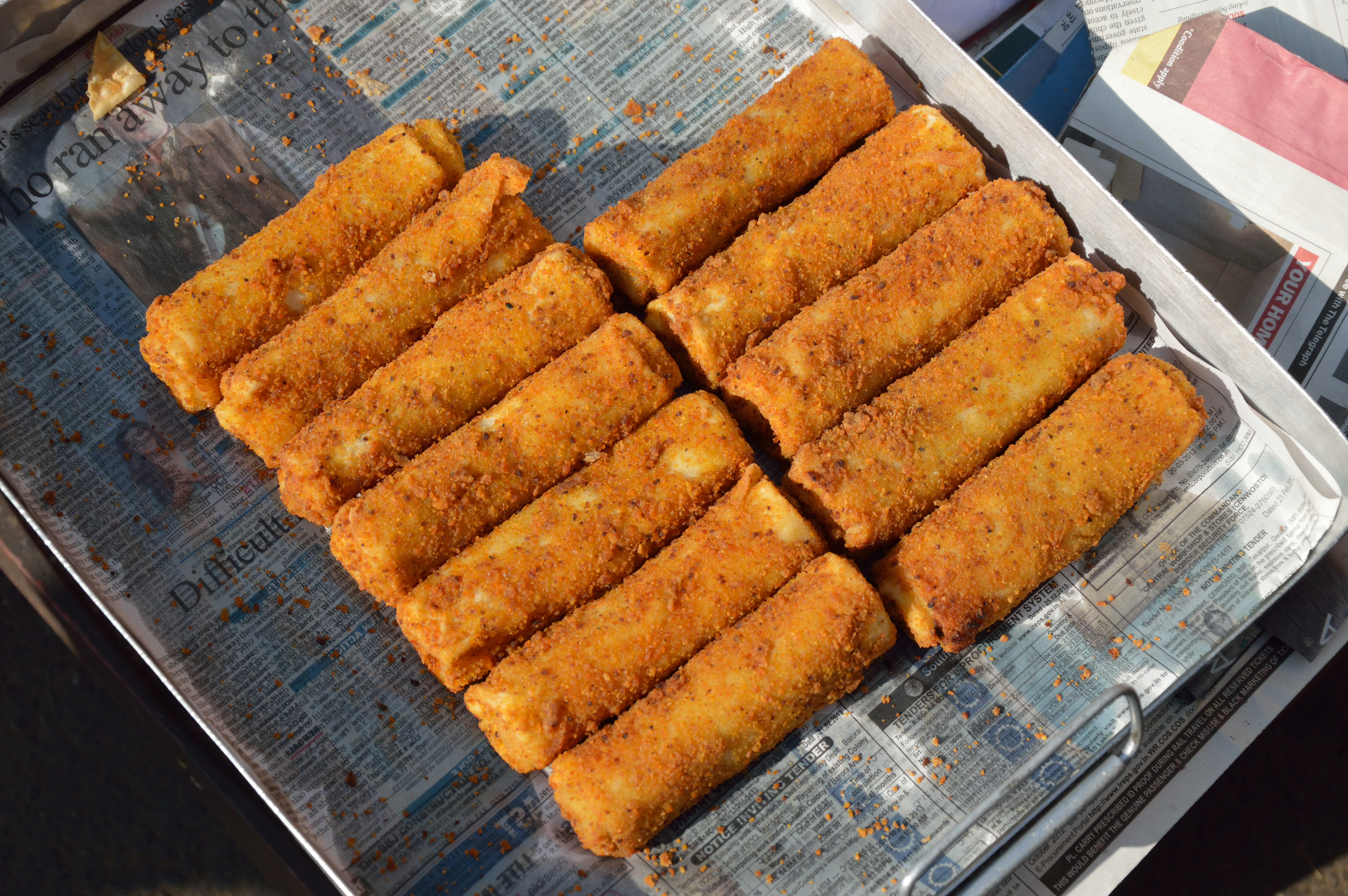
Китайський рулет зі свинини в Колкаті

У 19 столітті багато кухарів Одіа переїхали до Бенгалії, щоб працювати в домогосподарствах заможних сімей Колкати. Їх також наймали готувати на весілля та інші сімейні церемонії. Поява кухарів Одіа на їхніх кухнях внесла незначні, але значні зміни в кухню Колкати. Багато класичних страв Колкати походили з Одіші, але були вдосконалені на кухнях Колкати кухарями Одіа. Насправді деякі дослідники стверджують, що такі страви, як каніка (бенгальська місхті пулао), уперше були представлені на кухнях Колкати кухарями Одіа, хоча це заперечується іншими дослідниками. Навіть до сьогодні більшість кухарів на кухнях і в готелях Колкати є кухарями Одіа.
Китайці Колкати спочатку оселилися в селі під назвою Ачіпур на південь від Колкати наприкінці 18 століття, пізніше переїхали в місто і, нарешті, у свою теперішню домівку в Тангра на східному краю Колкати. Люди китайського походження в Колкати утворюють значну й успішну спільноту з чіткою ідентичністю. З цією ідентичністю з'явилася китайська їжа, яка зараз доступна майже на кожному розі в Колкати, завдяки смаку, швидкому часу приготування та відсутності схожості з оригінальним китайським рецептом, окрім використання соєвого соусу. Це були в основному кантонські торговці та моряки, які вперше оселилися тут і вирішили готувати їжу з будь-чого, що мали під рукою.
Іммігранти з Колкати в інші країни також почали везти це за кордон; індійські китайські ресторани з'явилися в багатьох місцях Сполучених Штатів і Великобританії.
Індійська китайська їжа здобула другий зріст популярності з 1950-х років, коли велика кількість тибетців мігрувала на територію Індії після втечі 14-го Далай-лами. Тибетці доповнили цей жанр власними смаковими уподобаннями, як-от популярний момо (різновид пельменів) або тхукпа (ситний суп із локшиною). Тибетці та непальські іммігранти знайшли готову роботу на багатьох кухнях, які тепер можна знайти практично на кожній вулиці Колкати.

#### Адда
Adda (бенг. আড্ডা) — традиційний бенгальський спосіб спілкування за їжею протягом робочого дня. Їжа, яку споживають під час адди, зазвичай складається з мішті або солодощів, чаю та кави, хоча також можна брати ситніше м'ясо, наприклад смажену рибу.

У колоніальну епоху адда почастішала серед членів гільдії Бгадралоків, які зустрічалися та обговорювали низку тем:
«Цей момент ви можете обговорювати шлюб Чарльза та Камілли, а наступного моменту перейти до останньої серії крикету між Індією та Пакистаном, а потім повернутися до нещодавньої суперечки щодо Тагора».
Будучи хобі для ремісників, жінки були значною мірою ізольовані від адди, почуття, яке почало зникати з демократизацією адди, і жінки займали більше місця в суспільному житті. З цієї причини адда розглядалася як притулок «…від дому, нейтральне місце побачення, подалі як від уявної важкої роботи, так і від сімейного життя».
У постколоніальну еру адда зникає через більш жорстку структуру роботи та експлуататорське сприйняття непотрібної ліні. Це надихнуло значний рух бенгальців, які вважають, що це невід'ємна частина ідеї лядг або нічого не роблять, щоб розслабитися та відновити сили. Однак адда все ще існує, її відвідують під час відпустки або після роботи в клубах чи кафе. Ця традиція навіть є еквівалентом грецькому симпозіуму, оскільки студенти можуть зустрітися для навчання за їжею або мати вчителя, який викладає в більш спокійній обстановці.

### Сілет
Сілет може похвалитися варіацією знаменитого плову — Ахні — у якому рис вариться після того, як шматочки курки нарізаються. Зазвичай споживані сорти м'яса становлять яловичину, курку, баранину та качку/гуску в таких стравах, як Хеш О Баш. Вони також пишаються спадщиною Яловичина Гаткора, страви з рису, що складається з диких цитрусових, яких немає в інших частинах Бенгалії.

Під час британського періоду печиво та хлібці були представлені в Сілеті та здобули популярність серед мусульманської громади. Індуси середнього класу Качара та Сілета, однак, дуже підозріло ставилися до печива та хліба, оскільки вважали, що їх випікають мусульмани. Одного разу кілька індуїстів у Качарі спіймали якогось англійця, який їв печиво з чаєм, що викликало обурення. Інформація дійшла до індусів Сілета, і відбулося невелике повстання. У відповідь на це компанії почали рекламувати свій хліб як «машинний» і «недоторканий (мусульманськими) руками», щоб сказати індусам, що хліб «безпечний для споживання». Цей випадок згадується в автобіографії Біпіна Чандри Пала, і він згадує, як поступово кулінарні звички індусів змінилися.

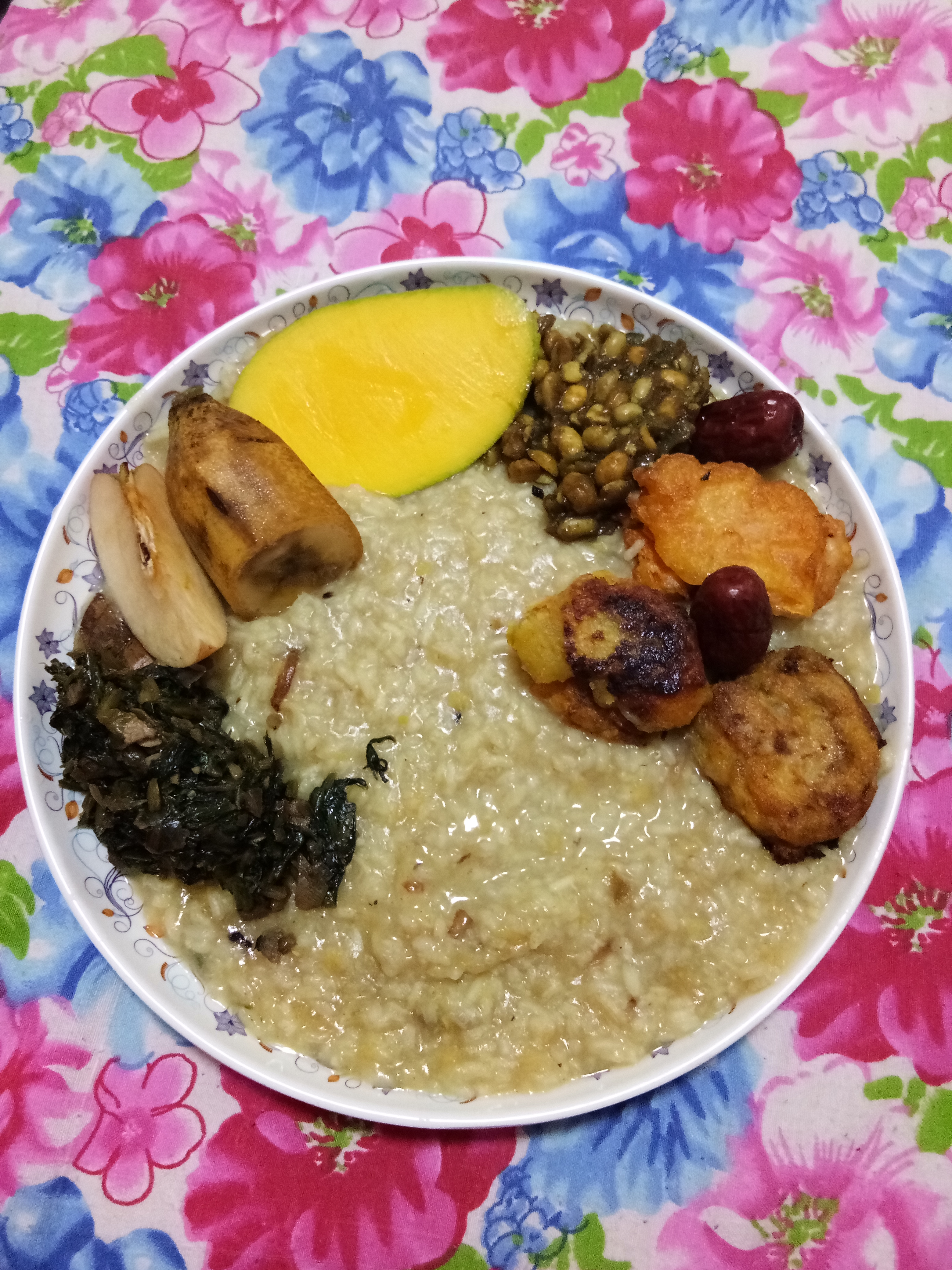
М'якший стиль кічарі споживають у Сілеті.
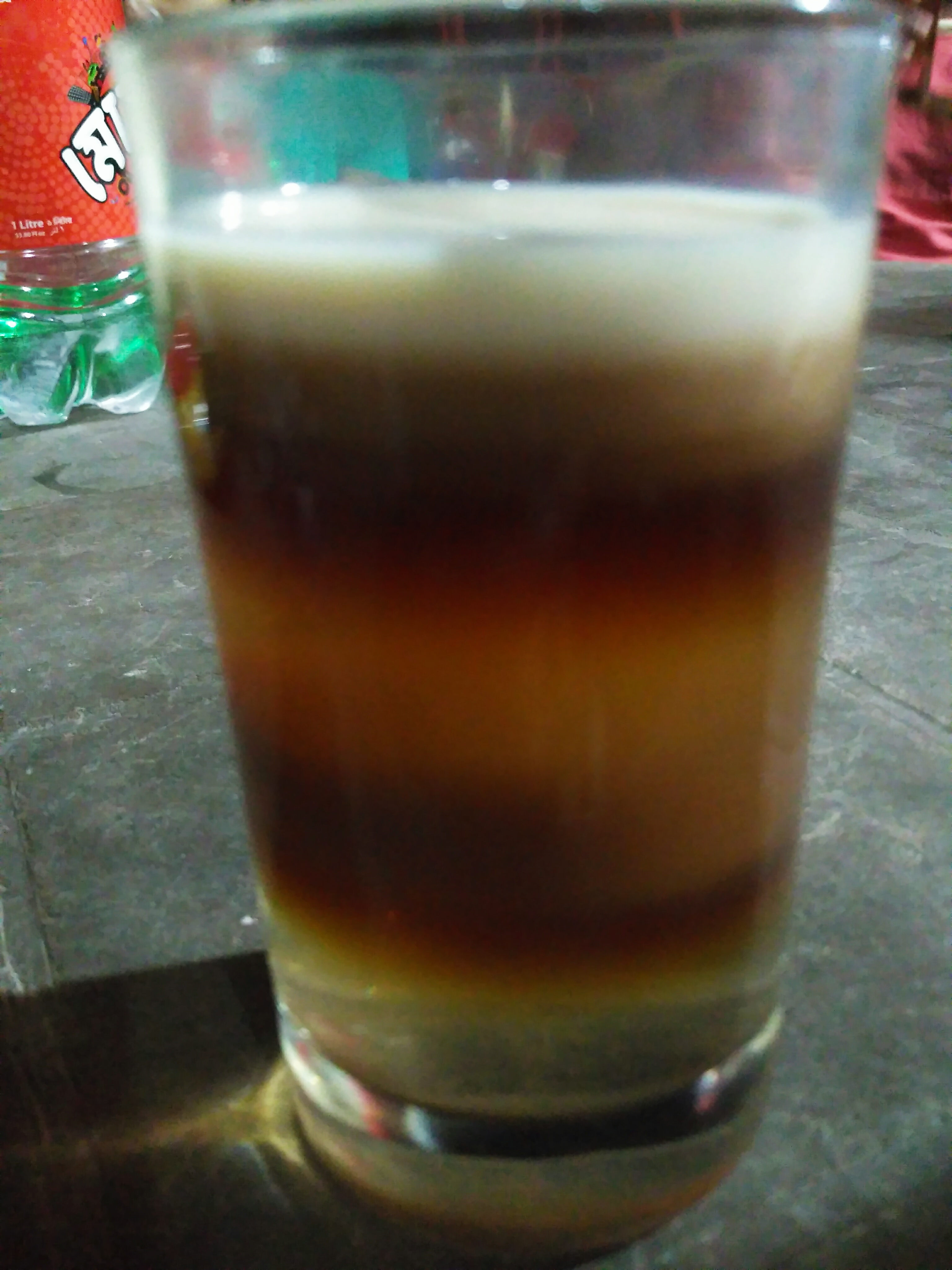
Срімангал відомий своїм семіколірним чаєм
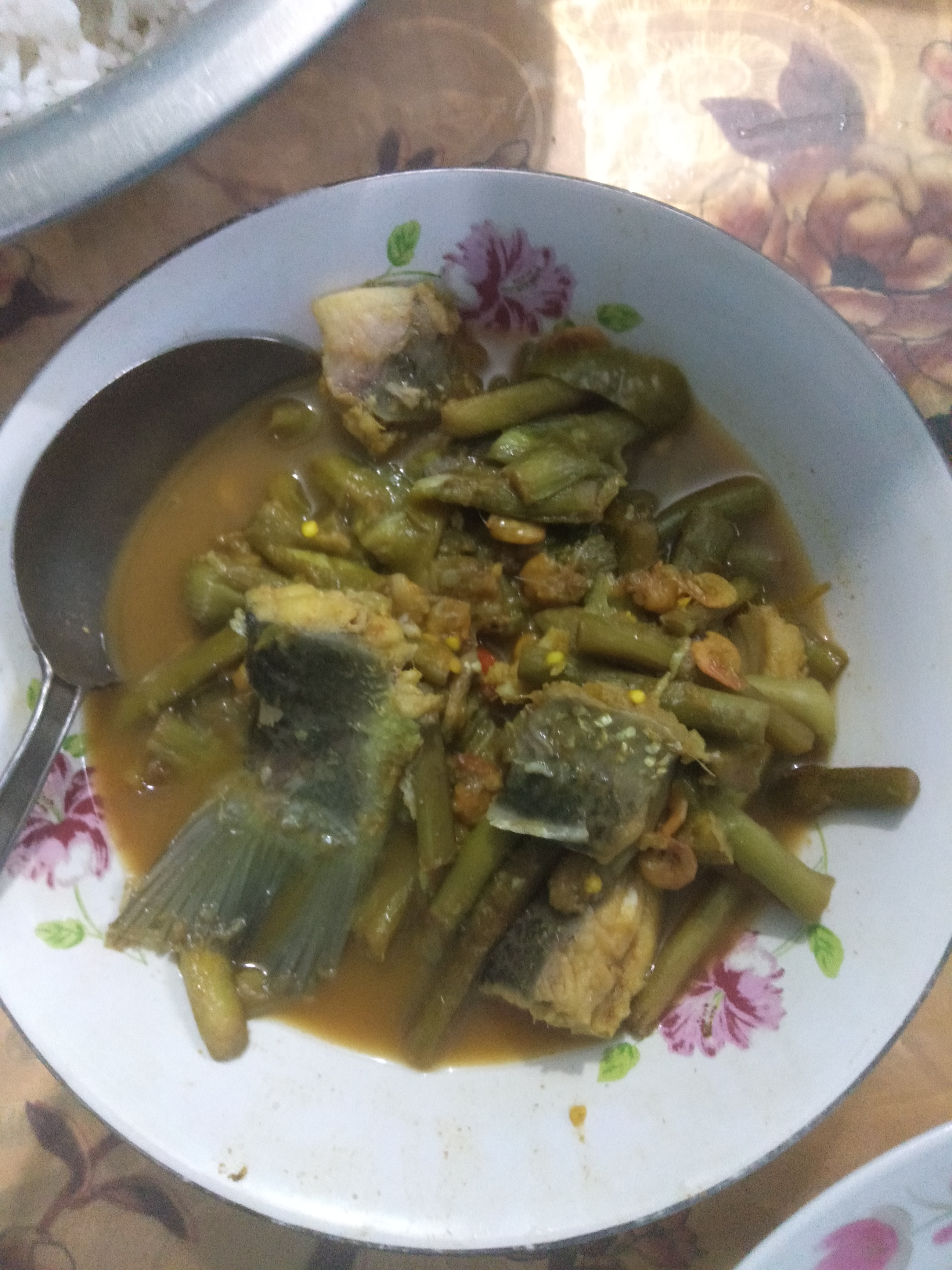
Лотар Схутки Схіра (квашене рибне карі)
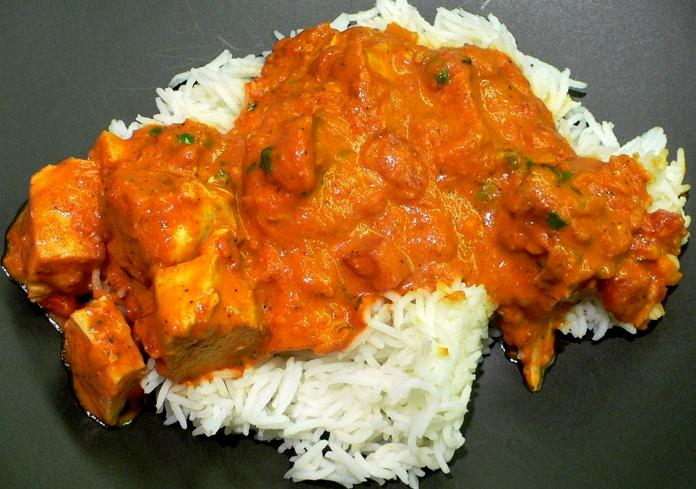
Кажуть, що курку тікка масала винайшов британсько-бенгальський шеф-кухар із Сілета.

## Посуд

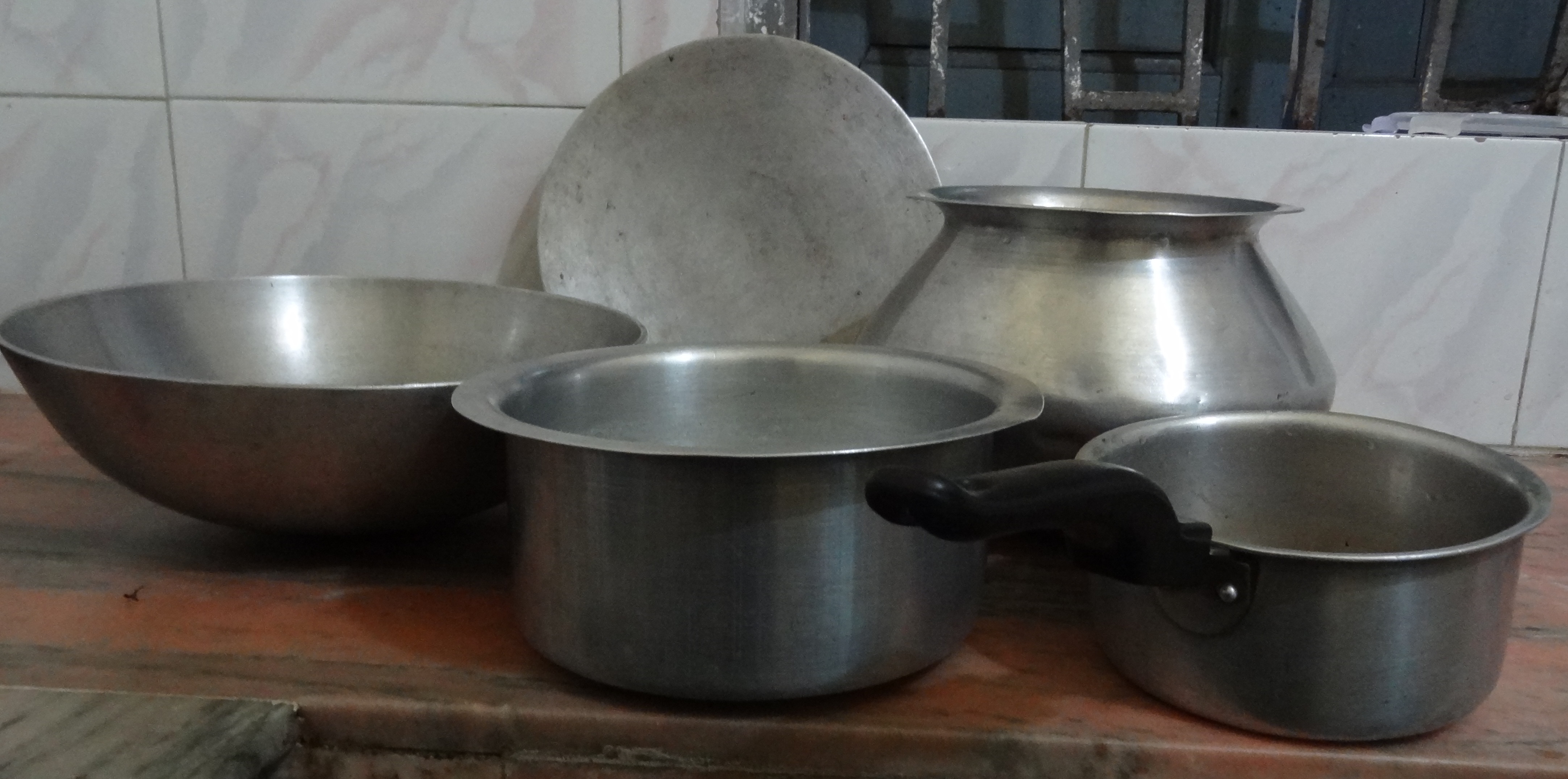
Різний посуд, що використовується в бенгальському господарстві. За годинниковою стрілкою зліва: кораї, тава, гарі, каструля для чаю і декчі або дег.

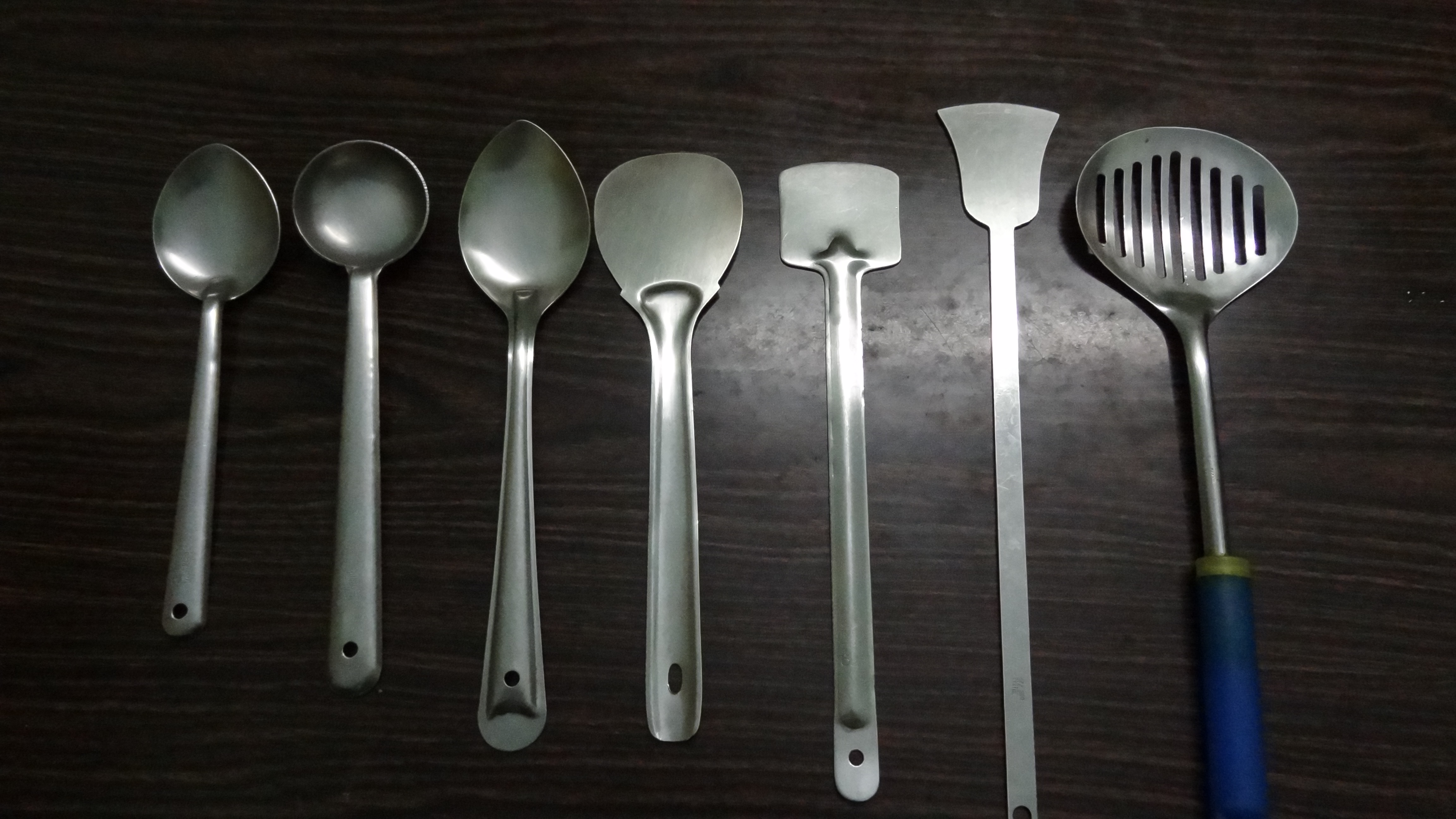
Зліва 3 хати, 3 кхунті та джанджрі

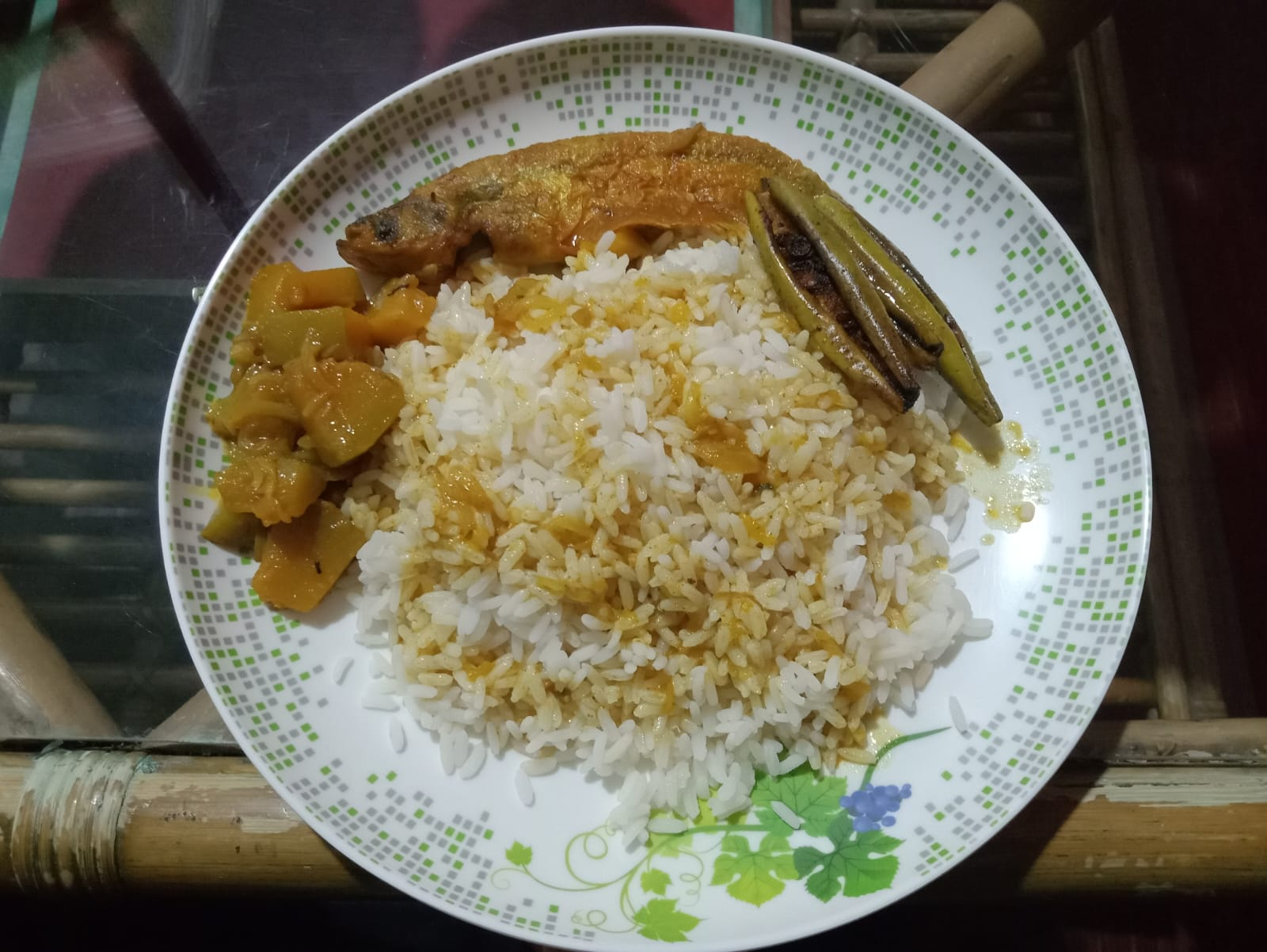
Пабдар джал, бенгальське рибне карі

Бенгальські страви часто подають на тарілках, які мають чіткий квітковий візерунок, часто блакитний або рожевий. Іншою особливістю бенгальської їжі є використання боті (також називається дао або да). Це довге зігнуте лезо на платформі, яке утримується однією або обома ногами; обидві руки використовуються, щоб тримати все, що ріжеться, і переміщати його проти леза, яке стоїть обличчям до користувача. Цей метод забезпечує ефективний контроль над процесом нарізання, і його можна використовувати для нарізання будь-якої продукції, від креветок до великих гарбузів.
Кораї — це посудина для приготування більшості бенгальських соусів і сковороди. Декчі (каструля з плоским дном) зазвичай використовується для приготування великої кількості страв або для приготування рису. Вона поставляється з тонкою плоскою кришкою, яка також використовується для проціджування крохмалю під час завершення приготування рису. Тава використовується для приготування роті та паратхи. Іншим відомим посудом для приготування їжі є гарі, що є круглодонною посудиною, схожою на горщик. Усі три згадані посудини мають різні розміри та різні метали та сплави.
Плоску металеву лопатку, кхунті, часто використовують разом із гатою (черпаком із довгою ручкою), джанджрі (округлою ситоподібною лопаткою для смаження їжі), сханрасхі (щипцями для вилучення посудин з вогню), ґгунтні (дерев'яний ручний блендер) для приготування пюре дал, дерев'яний белун чакі (кругла кондитерська дошка та качалка) і схіл нора, що є грубою формою ступки з товкачем або точильного каменю. Куруні використовують тільки для натирання кокосових горіхів.
Срібний посуд не є частиною традиційної бенгальської кухні.

### Історичний

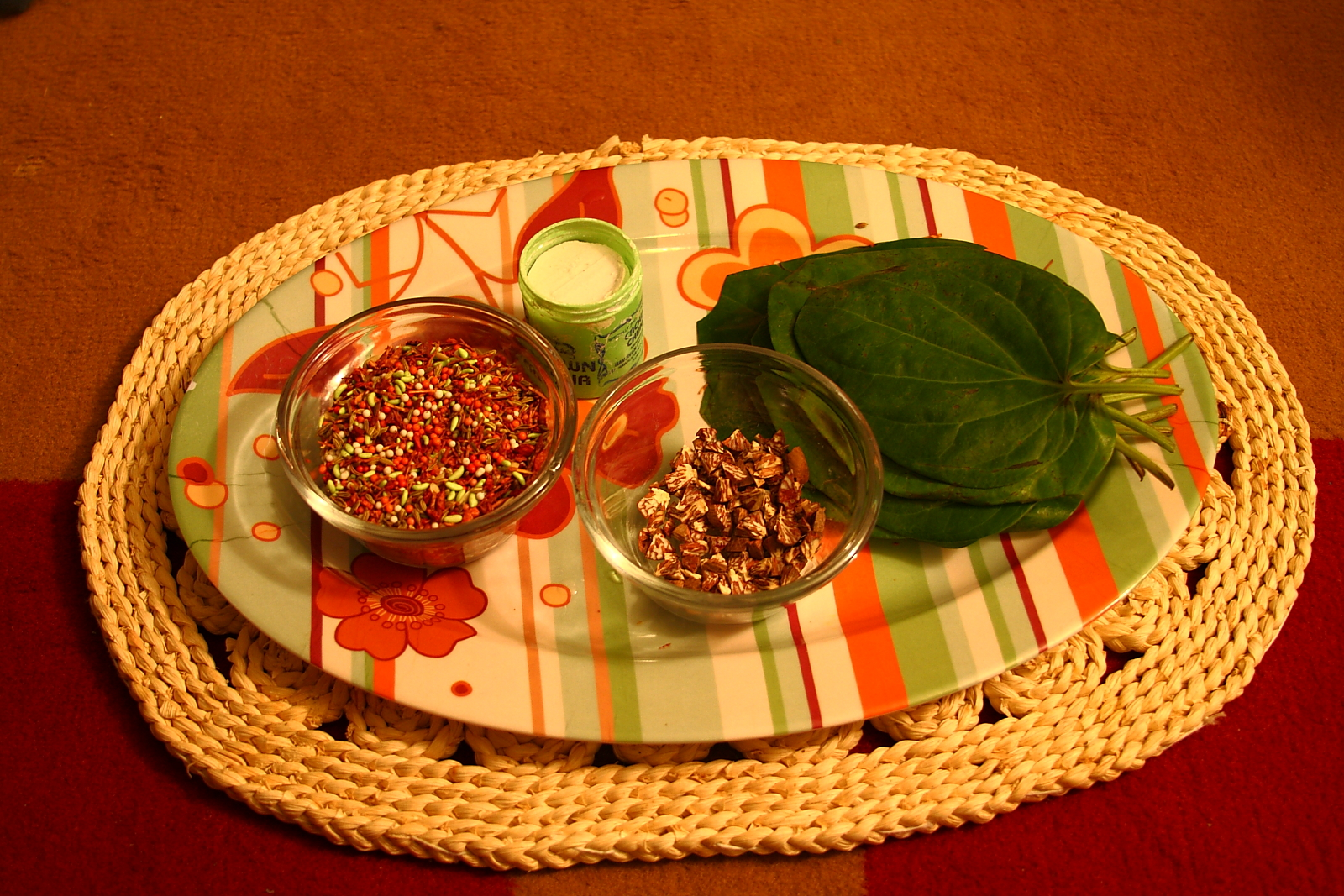
Паан і супарі є типовим завершенням їжі.

Зазвичай бенгальці їдять сидячи на підлозі, їжу подають на дастархані. Історично вони їли без столового срібла, з великим банановим або подорожниковим листом, який слугував тарілкою, або з тарілками, виготовленими із сухого листя сала, зшитого разом.
Прийнято пропонувати гостям їжу та напої відповідно до часу їхнього візиту. Під час їжі першими подають гостям, за винятком, можливо, дуже старих або дуже молодих членів приймаючої родини. У родині служіння починається зі старших чоловіків (найвищого соціального рангу або найстарших). Дітям шкільного віку подають перед дружинами, невістками і кухарем, які їдять останніми.

### Сучасний
До колонізації дотримання порядку прийому їжі було ознакою соціального статусу, але з впливом Британії та Португалії та зростанням середнього класу це повільно зникло. Курси часто пропускають або поєднують із щоденним прийомом їжі. Наймолодші домогосподарки зазвичай подавали страви їдальням їжу їжею за стравою, але на зміну цьому прийшов зростаючий вплив нуклеарних сімей і урбанізації. Зазвичай ставлять все на тарілках у центрі столу, і кожен відвідувач сам себе обслуговує. Урочисті події, такі як весілля, раніше мали складні ритуали сервірування, але професійне кейтерінг і обід у формі шведського столу тепер є звичним явищем. Однак великі сімейні свята та більш пишні церемоніальні бенкети все ще можуть дотримуватися цих правил.

## Харчування
Щоденні страви, як правило, прості, збалансовані по харчуванню і містять велику кількість овочів. Страви варіюються від легшого до більш насиченого та важчого, а також різні смаки та очищувачі смаку. Рис залишається звичайним протягом усієї трапези та є основною складовою страви, аж до страви чатні (чатні).

### Головна страва

#### Риба

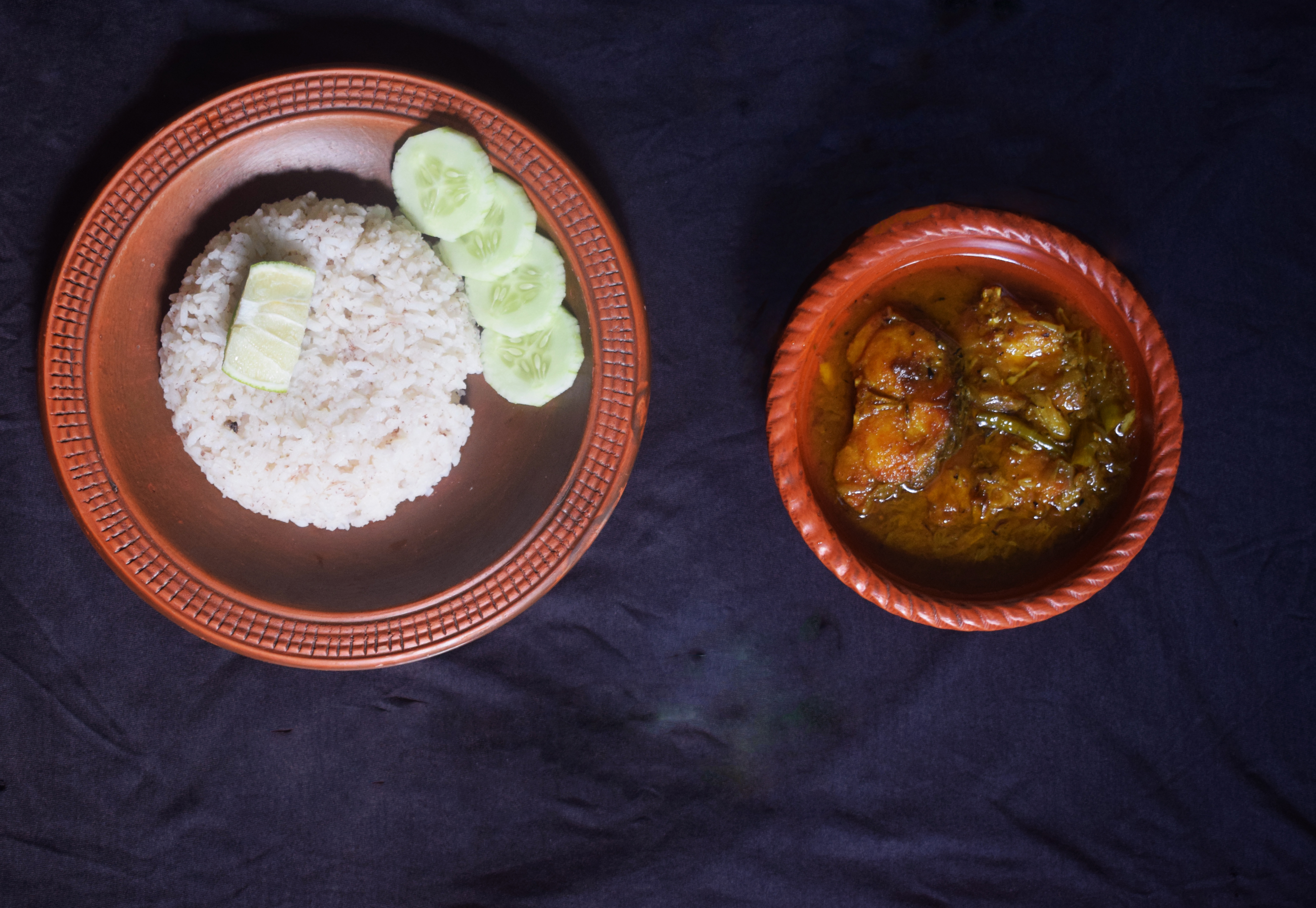
Традиційна бенгальська рибна страва — рис із мачгер джхолом (дослівно перекладається як «рибна підлива»).

Бенгальці їдять велику кількість риби і зазвичай шукають прісноводну та солонувату рибу, коли готують їжу. Також гартують фороном. Популярні рибні карі становлять боал, роху, іліш і пабда.
Одна традиція передбачає приготування лівої сторони риби в олії. Бенгальські вайшнави уникають усіх видів риби, яєць і м'яса.

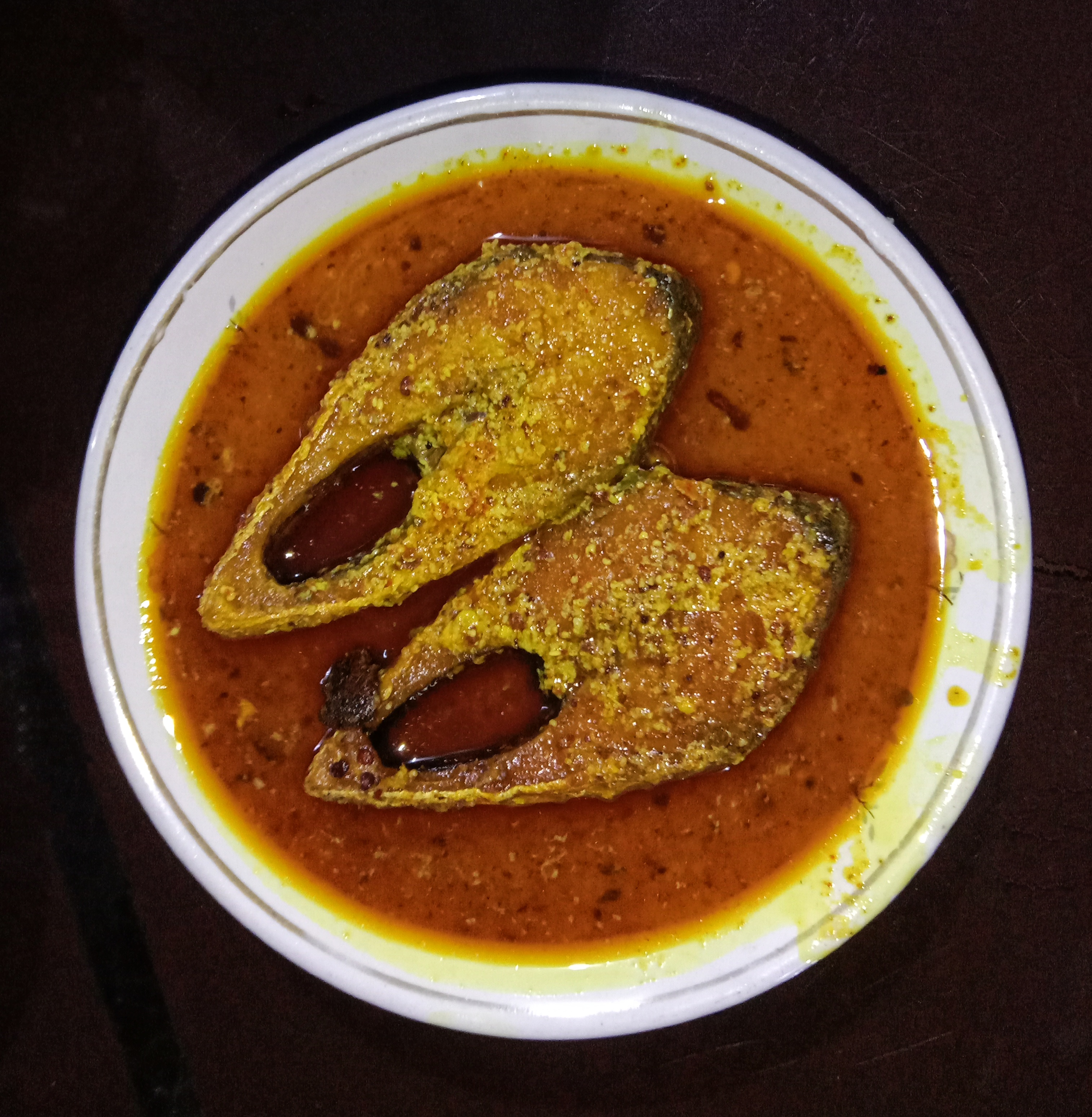
Шорше Іліш

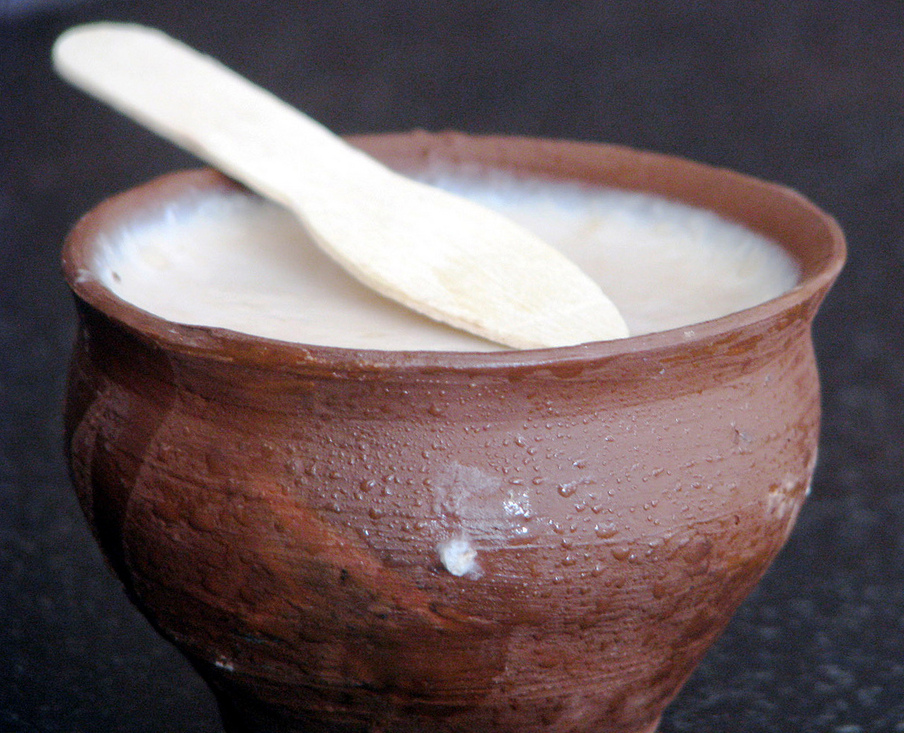
Мішті дой

#### Солодощі

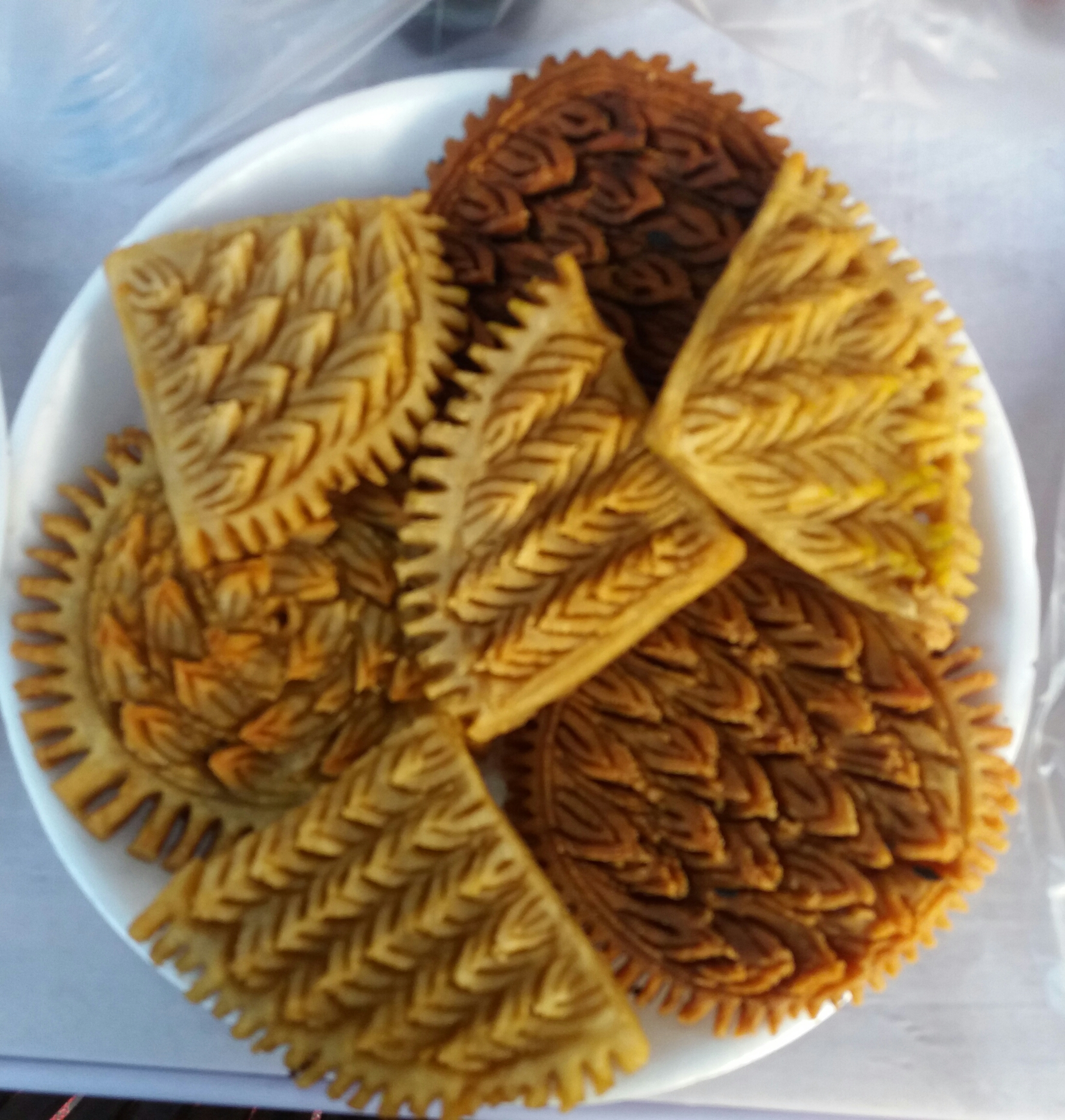
Накші Пітха

Бенгальські солодощі мають давню історію. Португальський монах Себастьян Манріке, подорожуючи регіоном у 17 столітті, звернув увагу на безліч молочних продуктів і солодощів, приготованих традиційними способами. Фалуда, Шагі джілапі і Шемай є популярними солодкими стравами та десертами.

#### Расгулла
Расгулла, традиційна бенгальська цукерка, є однією з найбільш поширених солодощів в Індії. Вона поширилися в Бенгалії в 1868 році. Цукерки на основі чгани з'явилися у Східній Індії приблизно у 18 столітті; оскільки процес і технологія синтезу «Чгана» була представлена індійцям голландцями в 1790-х роках. Сир «шмеркасе» також був відомий як голландський сир. Попередні версії «Расгулла» не мали зв'язуючої здатності сучасного аватара, який сьогодні добре відомий і високо оцінений. Це було пов'язано з тим, що ноу-хау, пов'язане із синтезом такої солодощі, було невідомо до того, як його експериментально розробив Нобін Чандра Дас, а потім постійно вдосконалював і стандартизував його наступники. Крім того, «чгана», приготований у ті часи, був грубим і зернистим сортом і мав низьку зв'язуючу здатність. Його виготовляли лимонною та аскорбіновою кислотами з натуральних фруктових екстрактів. Цей тип «чгана» не можна ущільнювати в будь-яку правильну та тверду форму для приготування солодощів, не кажучи вже про приготування расгулла. Це пов'язано з документально підтвердженою технологічною проблемою — молочна кислота (видобута із сироватки), яка зараз використовується для згортання молока, була завезена в Індію наприкінці 18 століття голландськими та португальськими колоністами (разом з оцтовою кислотою). Саме цей метод створює тонку, гладку сучасну «чгану» з високою зв'язуючою здатністю, яка зараз є основною сировиною для бенгальських кондитерів. Нині вважається, що Нобін Чандра Дас винайшов губчастий варіант расгулла.

#### Дарбеш
Ладду (або, як його називають «дарбеш» у Бенгалії) — дуже поширена солодкість у Західній Бенгалії та Бангладеш, а також на решті субконтиненту, особливо під час святкувань та урочистостей. Зазвичай їх готують із борошна, гхі/масла/олії та цукру. Альтернативні рецепти можна приготувати з кокосової стружки та джаггері, родзинок, подрібнених горіхів, вівсяних пластівців, хоа, мускатного горіха, кардамону або насіння маку та інших інгредієнтів. Цукерка датується 4 роком до нашої ери, де її використовували в лікувальних цілях і для того, щоб тримати гормональний фон у 9-11-річних дівчаток «під контролем».

#### Пантуа
Пантуа схожа на гулаб джамун, і її можна назвати бенгальським варіантом цієї страви.

#### Інші солодощі

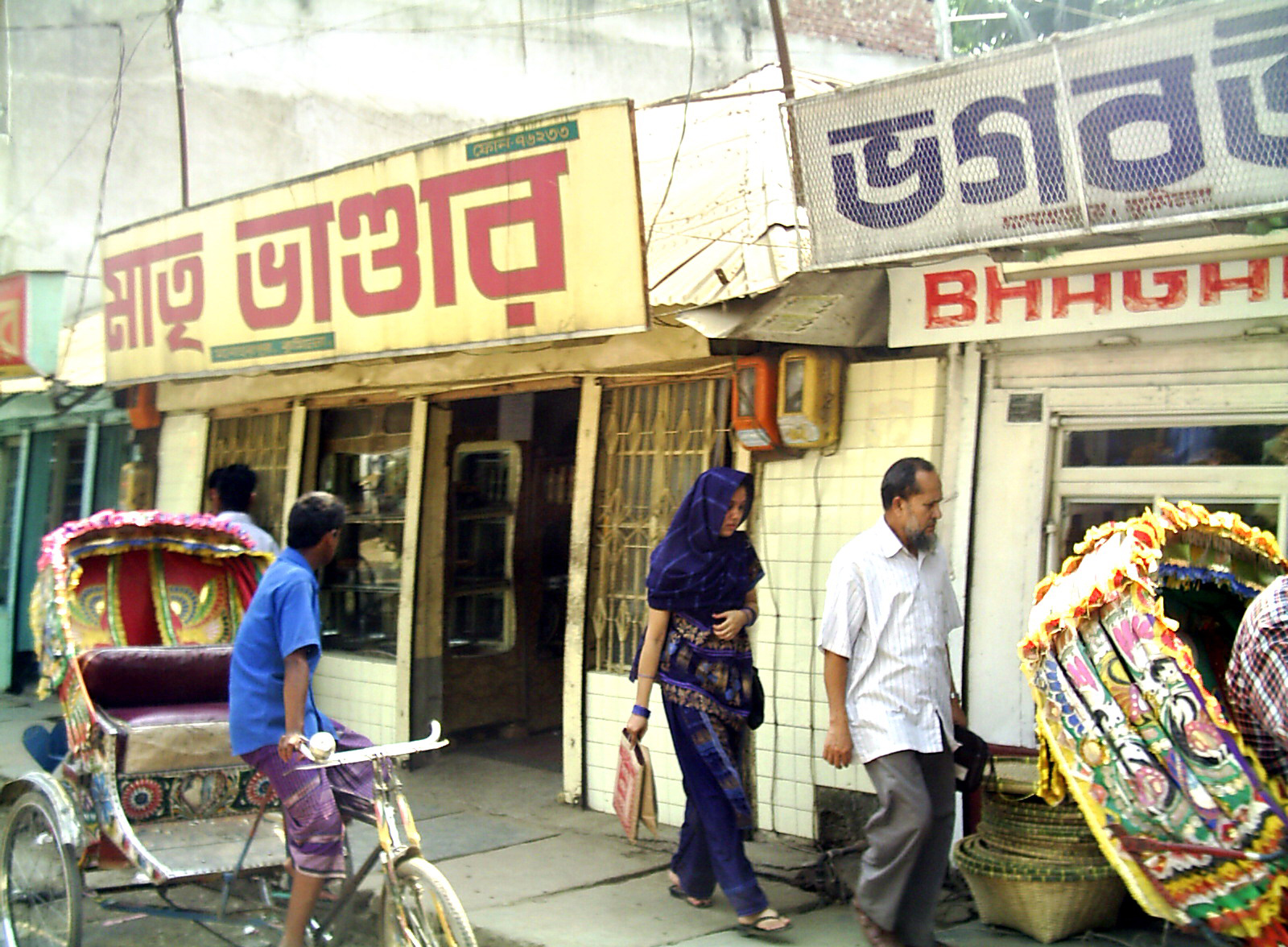
Матрі Бгандар із Комілли, популярна для Расмалая.

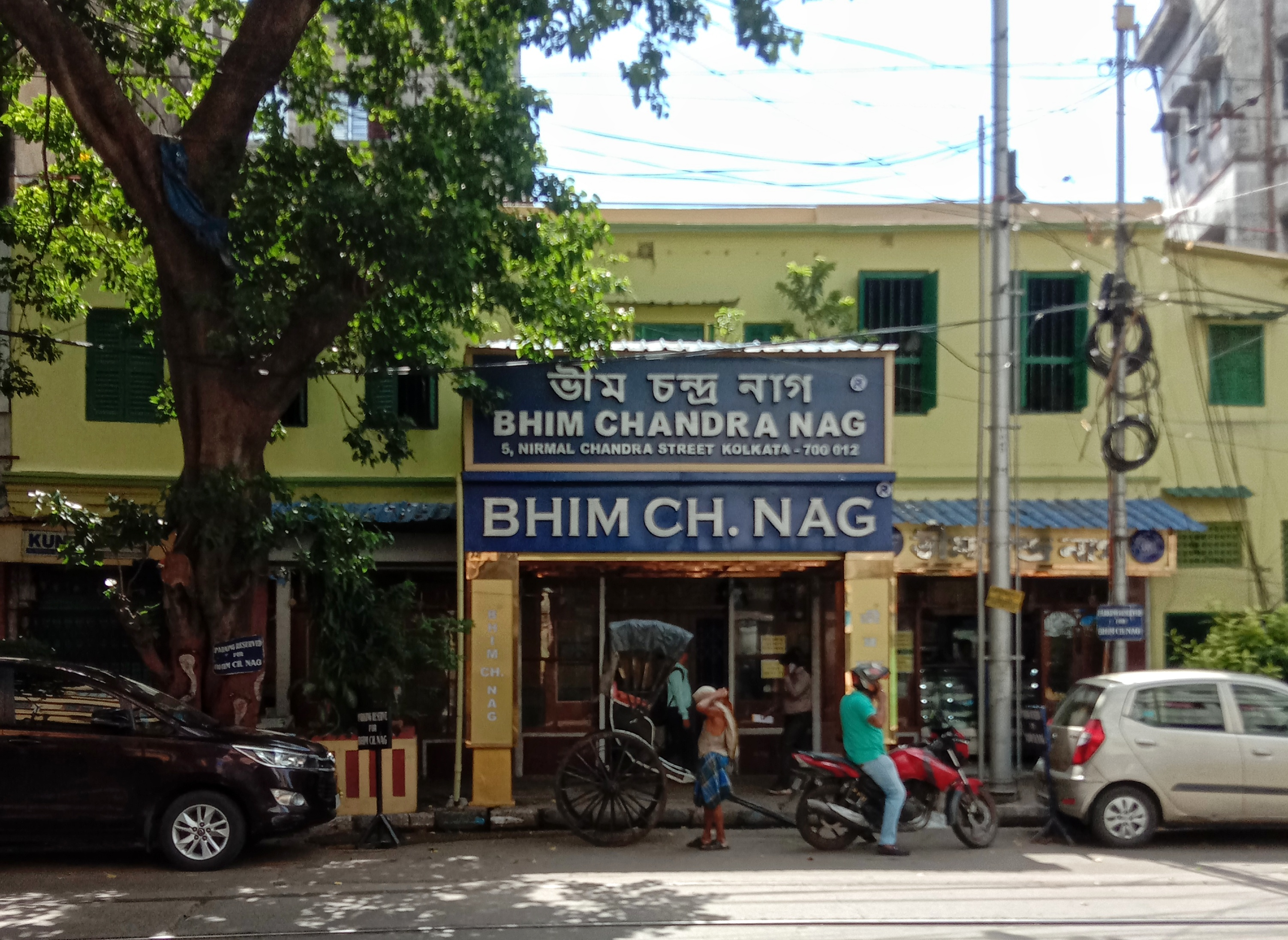
Бгім Чандра Наг, одна з престижних солодощів у Колкаті, заснована Параном Чандра Нагом у 1826 році в Боубазарі.

У Західній Бенгалії також популярні кілька різновидів дой, таких як мисхті дой, дой з фруктовим борошном, наприклад аам дой, заварні креми та рисовий пудинг (кхір або фірні).
Шондеш, чганар джилапі, кало джем, раггобсхай, «пантуа», «джолбгора шондеш», «росхбгора», «лорд чомчом», пайєш, бундія, наленгурер шондеш, мальпоа, шор бгаджа, лангча, бабарса та різноманітні інші є зразками солодощів у бенгальській кухні.

## Напої
До поширених напоїв належать щербет, лассі, ґгол, матха, фалуда та ру афза. Двома основними типами бенгальського чаю є дудхча (чай з молоком) і масалача. Срімангал, чайна столиця Бенгалії, відома семиколірним чаєм, тоді як Дакка відома борхані. Також п'ють традиційні фруктові соки (рош), такі як сік цукрової тростини, сік манго, пальмовий сік, фініковий сік, а також напої на основі насіння базиліка або тукма.

## Галерея

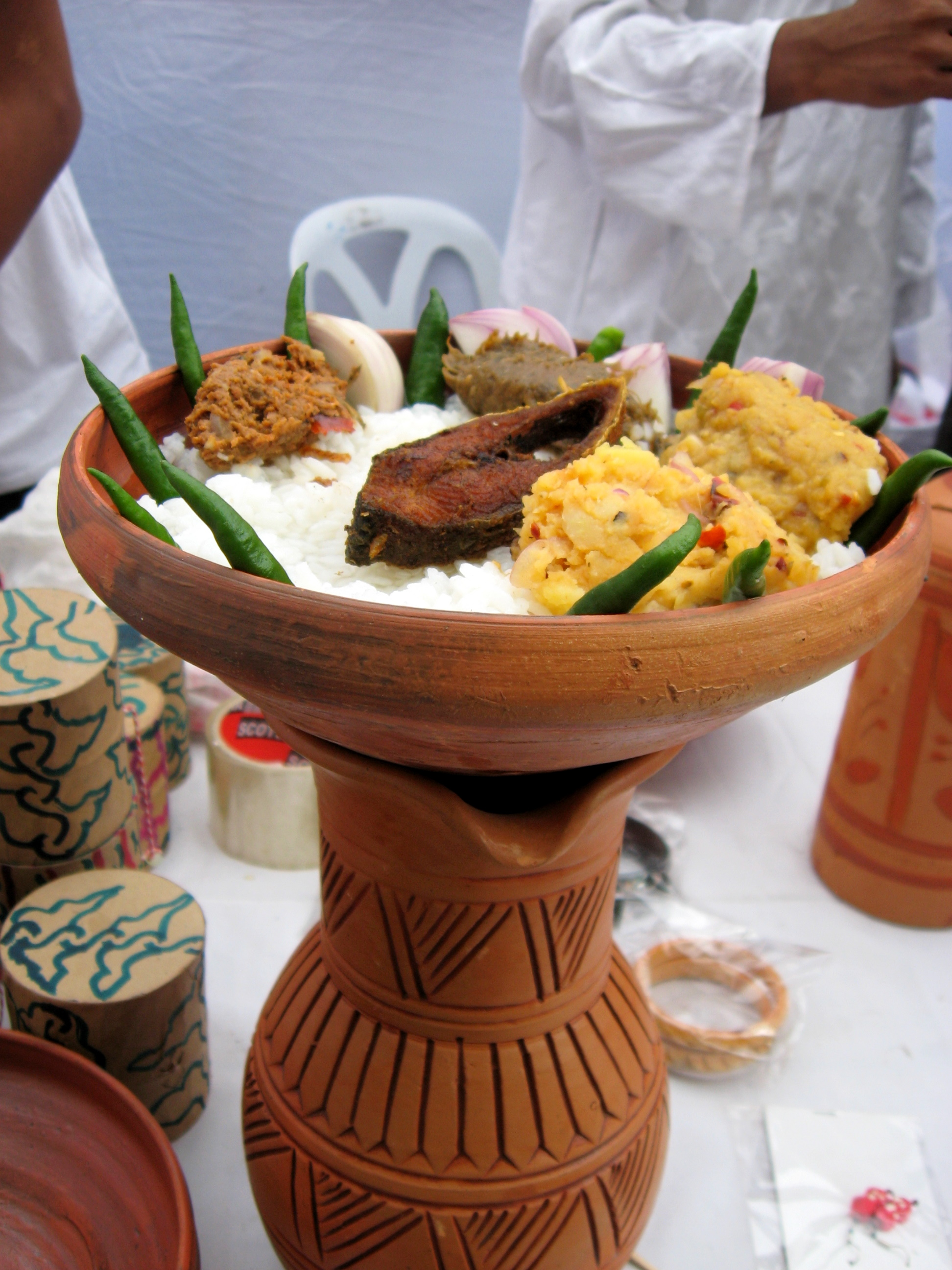
Панта бгат з іліш бгаджа та бгурта, популярна бенгальська новорічна страва
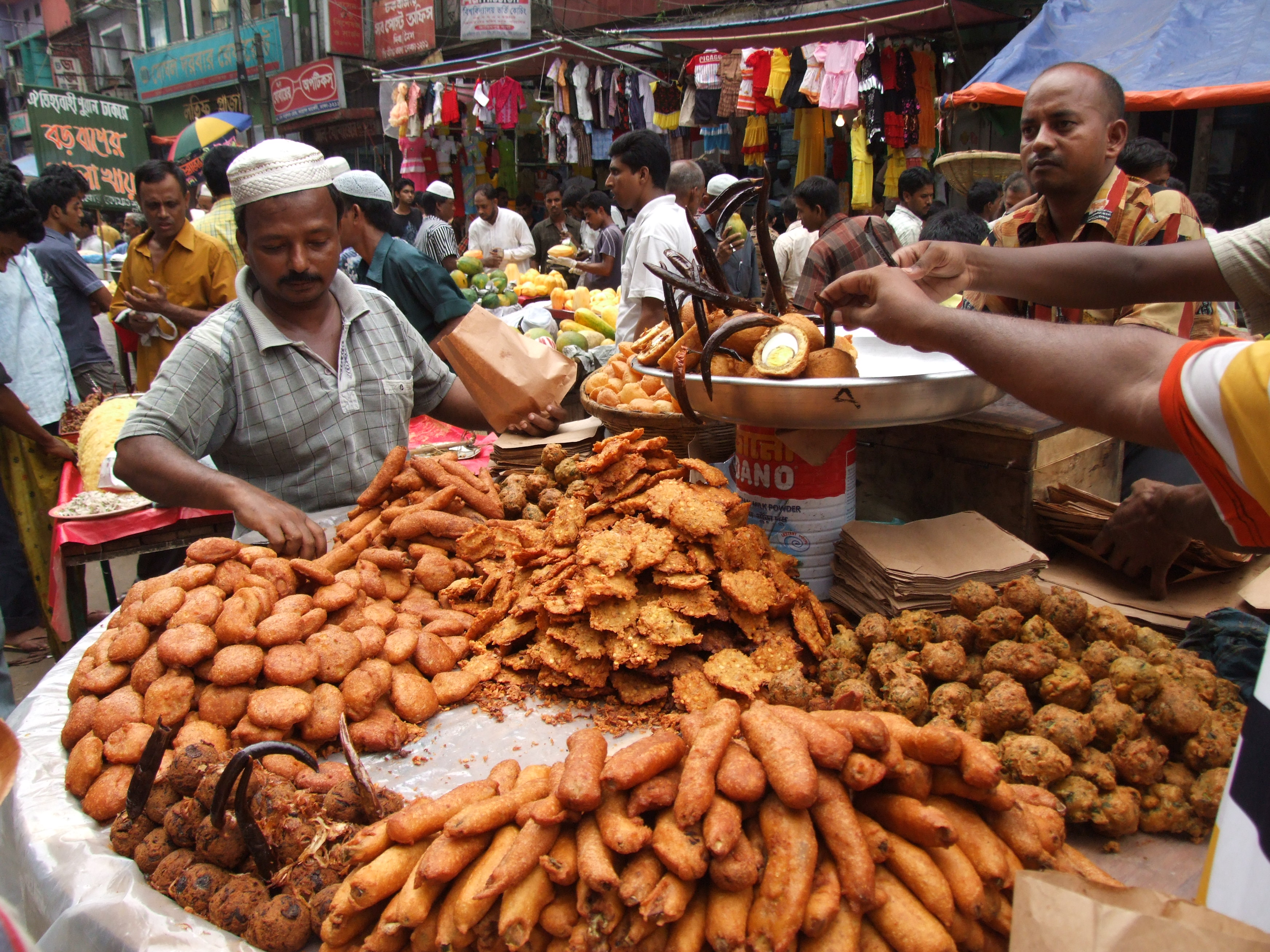
Традиційний бенгальський базар іфтар
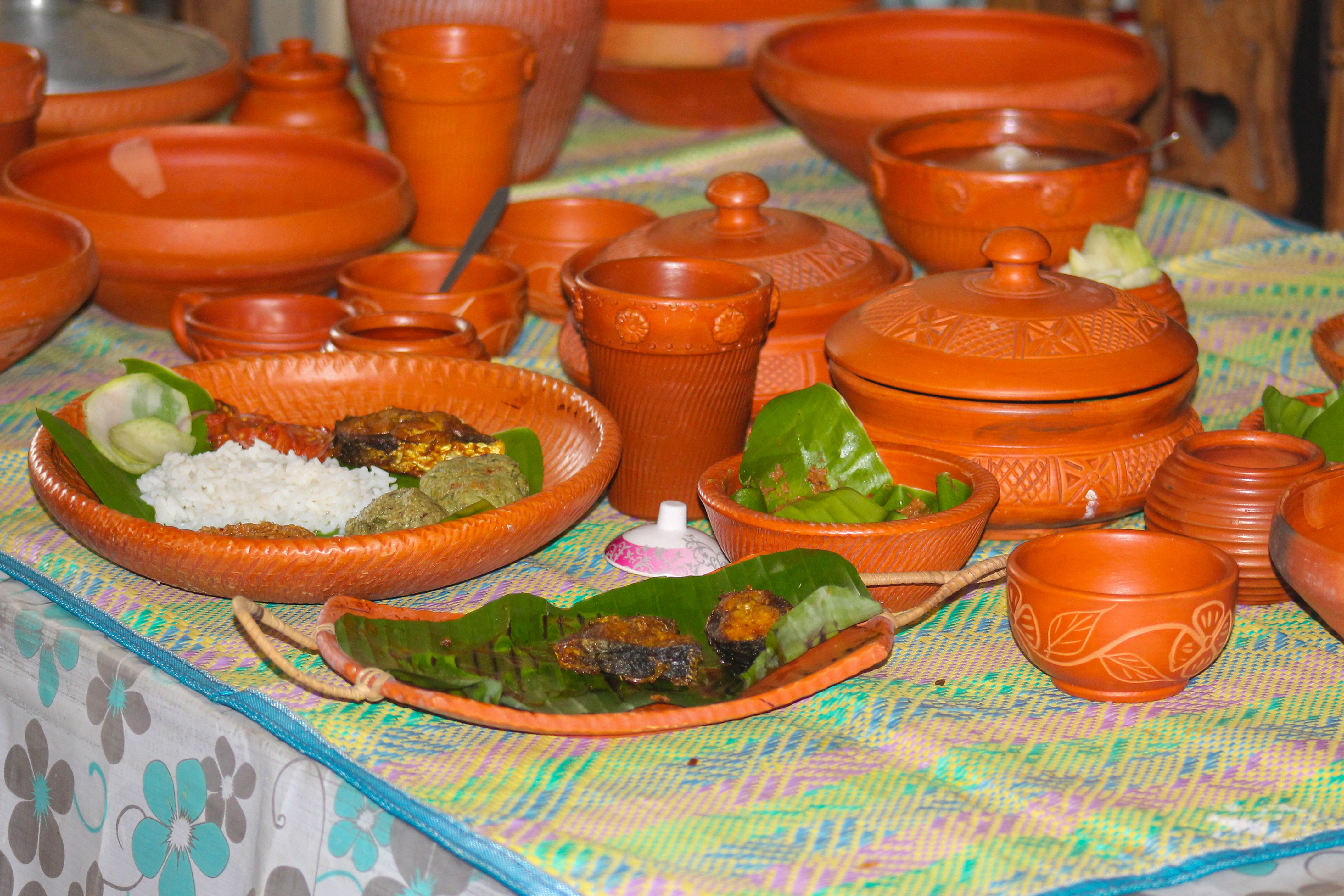
Дуже традиційна бенгальська страва
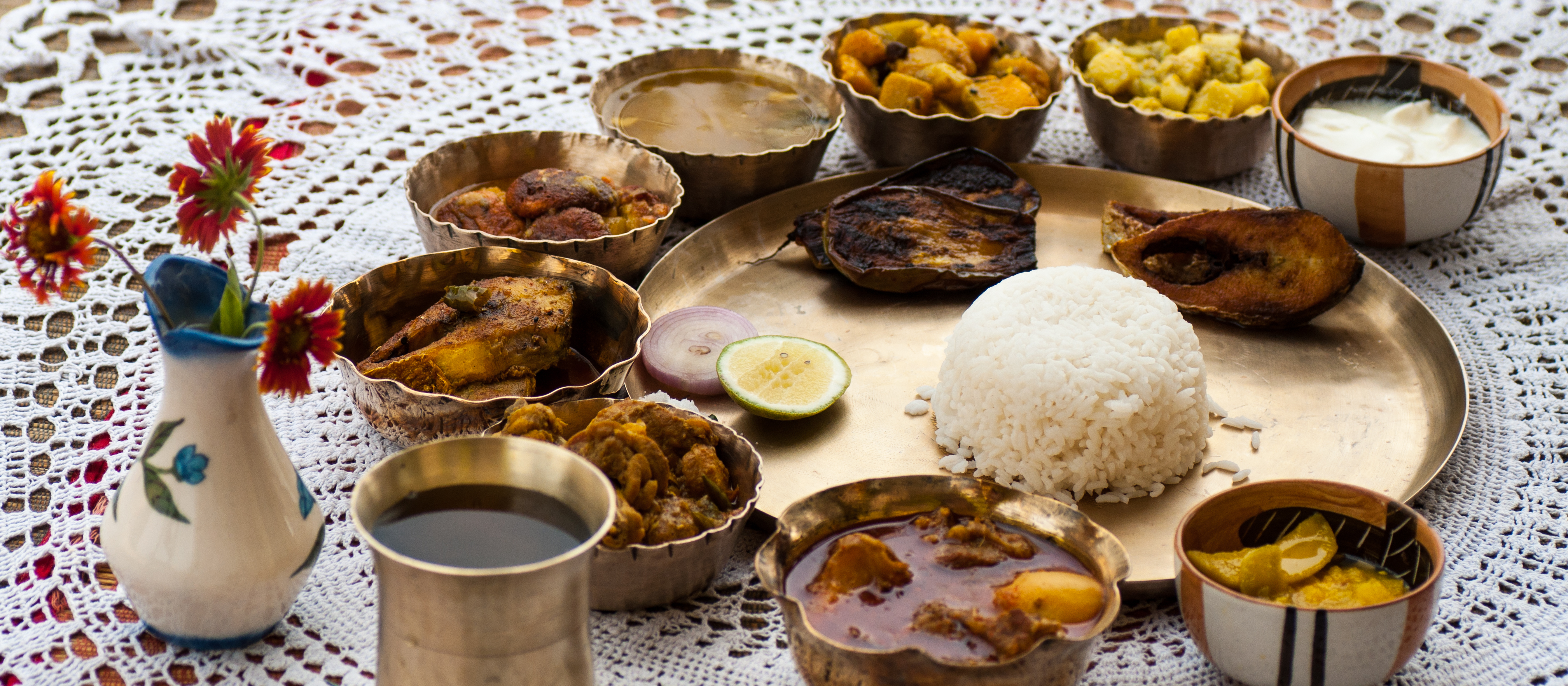
Вишукана композиція бенгальської їжі
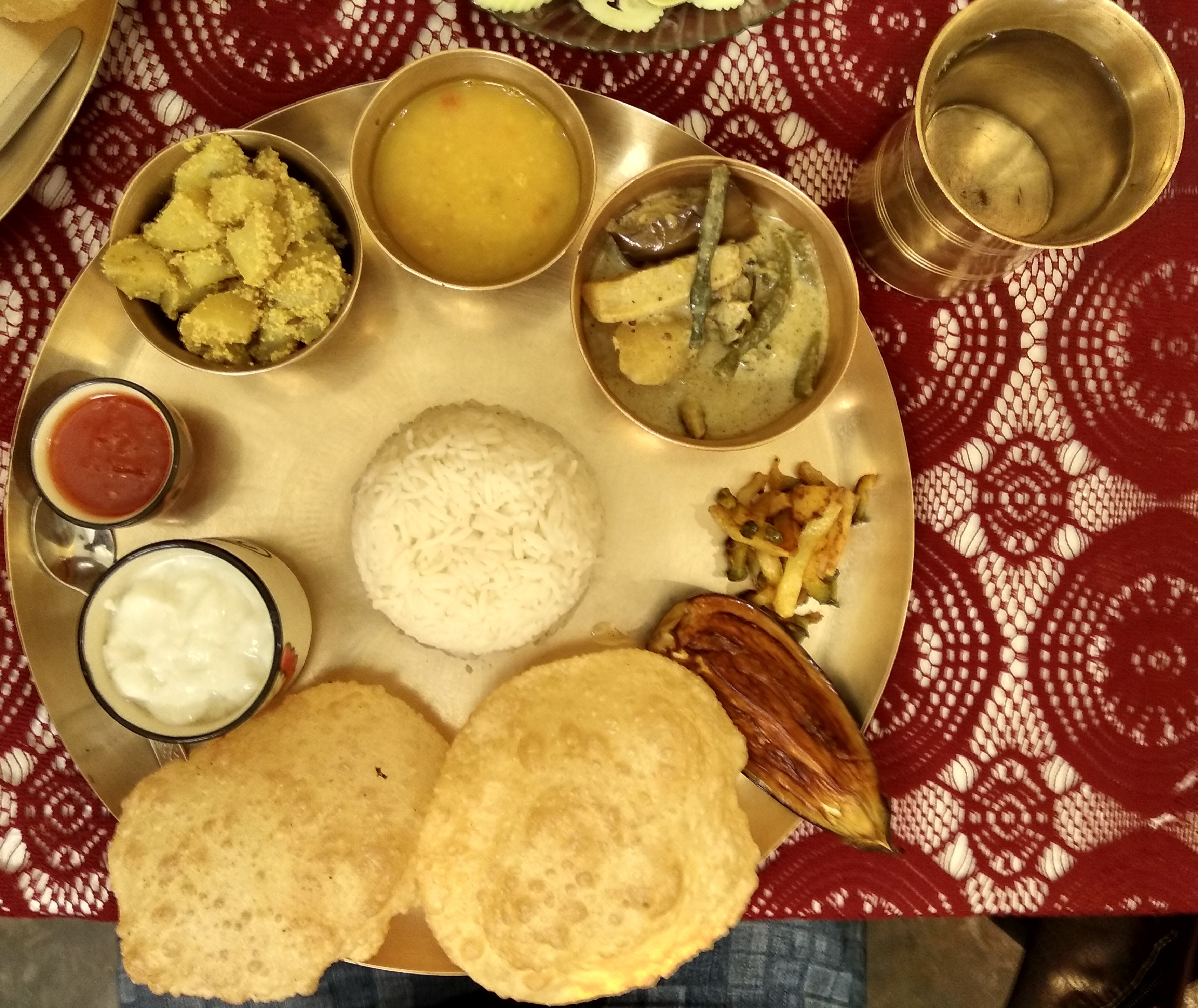
Бенгальська вегетаріанська їжа
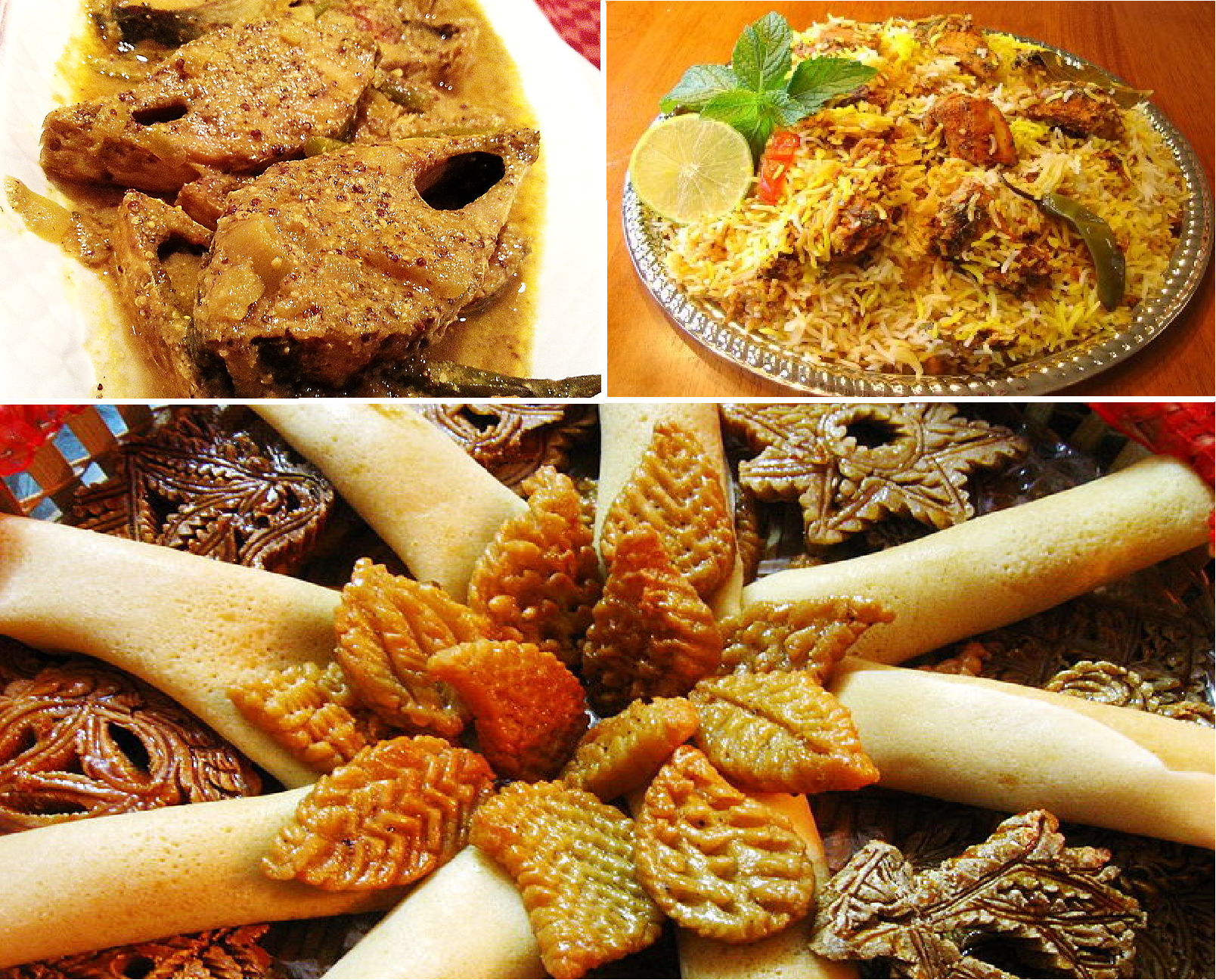
Монтаж бенгальських кулінарних шедеврів. Шорше Іліш (угорі ліворуч), Каччі Бір'яні зі Старої Дакки (угорі праворуч), Пітха (внизу)

## Подальше читання
- Ray, Krishnendu (2004). The migrant's table: meals and memories in Bengali-American households. Temple University Press. ISBN 1-59213-096-8. Процитовано 14 жовтня 2011.